# Dinastia ottomana

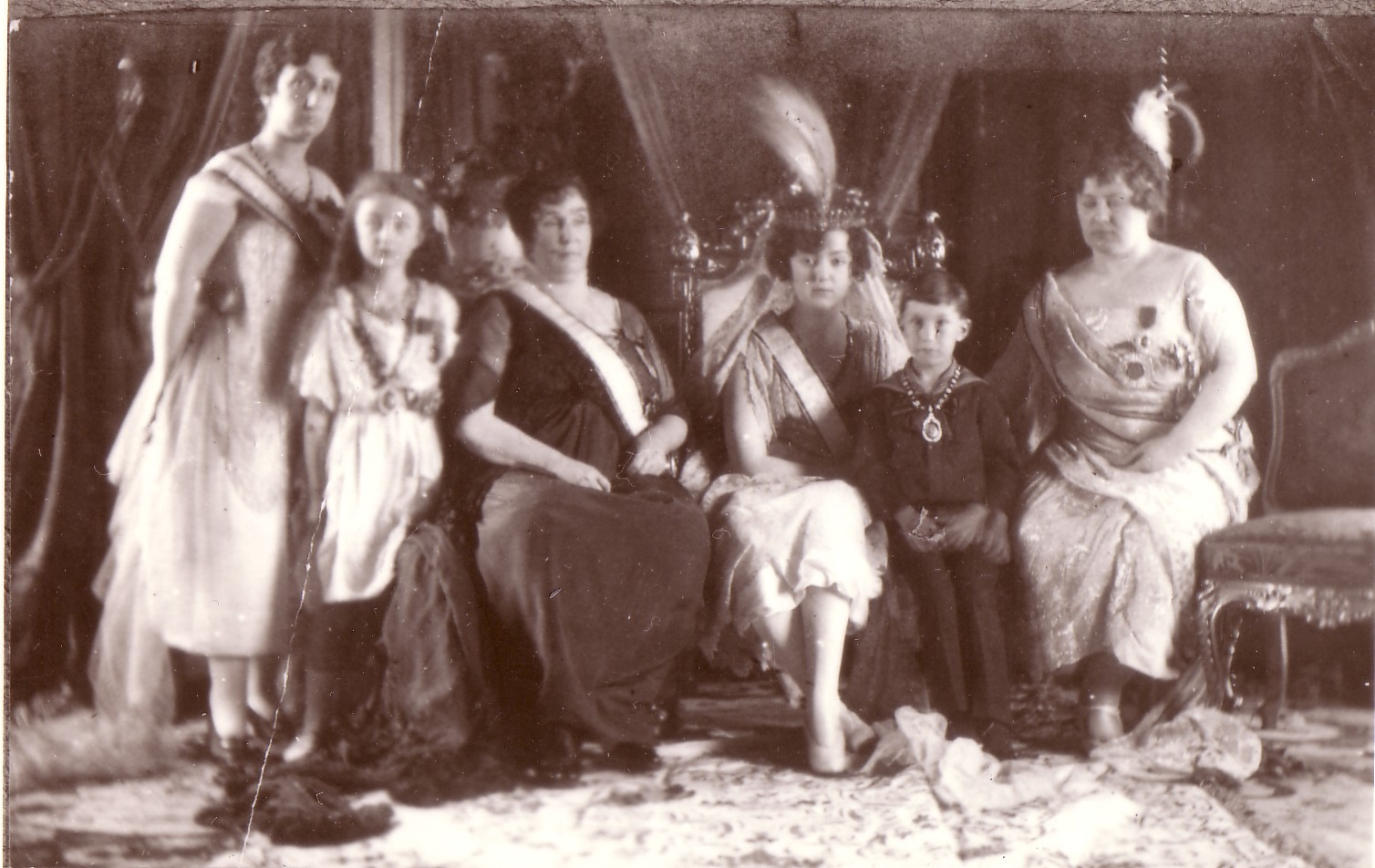
Il giorno del matrimonio di Rukiye Sabiha Sultan nel 1920, da sinistra a destra: Fatma Ulviye Sultan, Ayşe Hatice Hayriye Dürrüşehvar Sultan, Emine Nazikeda Kadınefendi, Rukiye Sabiha Sultan, Mehmed Ertuğrul Efendi, Şehsuvar Hanımefendi.

La Casa di Osman (in turco ottomano: خاندان آل عثمان; transl. Ḫānedān-ı Āl-ı ʿOsmān) è una famiglia imperiale che formò la cosiddetta dinastia ottomana (in turco Osmanlı Hanedanı) e i cui membri sono noti come Ottomani (in turco Osmanlılar). La dinastia fondò l'Impero ottomano, prendendo il nome dal primo sovrano Osman I, e regnò su di esso per la sua intera durata (1299-1922).
Durante gran parte della storia dell'Impero, il sultano era il monarca assoluto, capo di Stato e capo del governo, anche se gran parte del potere spesso si spostava verso altri funzionari come il Gran visir. Durante la Prima (1876–1878) e la Seconda Era Costituzionale (1908–1920) del tardo Impero, fu varato un passaggio alla monarchia costituzionale, con il Gran visir che assumeva il ruolo di primo ministro a capo del governo e a capo di un'Assemblea Generale eletta.
A seguito della Guerra d'indipendenza turca (1919–1923) la famiglia imperiale fu destituita dal potere e il sultanato fu abolito il 1º novembre 1922. La Repubblica di Turchia venne istituita l'anno successivo. I membri viventi della dinastia furono inizialmente inviati in esilio, anche se ad alcuni è stato concesso di tornare e vivere come cittadini privati in Turchia. Attualmente, la dinastia è conosciuta come famiglia Osmanoğlu.

## Storia

### Origini
Appartenente alle genti oghuze (in turco Oğuz), la dinastia acquisì importanza nel 1383, quando Murad I si proclamò sultano; nel periodo precedente il titolo reclamato dagli Ottomani era bey.

### Ascesa
Il sultano era un autocrate assoluto e vantava numerosi titoli: Sovrano del Casato di Osman, Sultano dei Sultani, Khan e, in seguito alla conquista di Costantinopoli da parte di Maometto II (Mehmet II Fatih, "Conquistatore"), anche Kayser-i Rum (Cesare dei Bizantini). Infatti, quando Maometto II espugnò Costantinopoli, prese anche il titolo di Imperatore dei Romani e Protettore della Cristianità ortodossa. Si fece incoronare imperatore dal patriarca di Costantinopoli Gennadio Scolario che protesse e che agevolò nella sua ascesa a patriarca della Chiesa ortodossa. Come imperatore Maometto II rivendicò tutti i territori di Costantinopoli che, d'altra parte, prima della caduta della città, erano ridotti a poco più della città stessa, ad alcune aree della Morea e all'Impero di Trebisonda
Dal 1517 al 1924 il capo della dinastia ottomana, in quanto sultano di Istanbul, fu considerato dal mondo sunnita come il più importante sovrano, contestato in questo dai soli scià safavidi di Persia, che avevano imposto lo sciismo ai loro sudditi.
Dal Trattato di Küçük Kaynarca del luglio del 1774 (quindi, inizialmente, solo in documenti di politica estera ma poi, via via, anche in atti pubblici di valenza interna) il sultano cominciò a fregiarsi del titolo di "Comandante dei credenti" che, fin dall'epoca di ʿOmar ibn al-Khaṭṭāb, era l'equivalente di califfo. Questo, almeno su base assolutamente teorica, comportava una superiorità su tutti gli altri regnanti musulmani del mondo, come ad esempio i moghul dell'India.
La successione nella dinastia ottomana inizialmente avveniva fra i vari figli del sultano senza tener conto dell'età degli stessi. Ciò portava a lotte, degenerate in guerre civili o in vere e proprie stragi di principi (la cosiddetta legge del fratricidio). Dopo Maometto III, che al momento dell'ascesa al trono fece mettere a morte ben 19 fratelli, fu introdotto il sistema del seniorato, che riconosceva il diritto di successione all'esponente maschio più anziano della famiglia, rinchiuso, insieme agli altri principi, in una zona separata del Serraglio.

### Deposizione
A seguito della sconfitta dell'Impero ottomano nel primo conflitto mondiale, nel 1924 Mustafa Kemal, detto Atatürk – dopo aver abolito due anni prima il sultanato, deponendo Maometto VI – ottenne da un'assemblea appositamente convocata ad Ankara che la dinastia ottomana fosse privata anche dal titolo di califfo, di cui ancora si fregiava Abdülmecid (II, quanto a ordinale, solo come califfo).

## Discendenza semplificata
|                       |                        |                        |                       |                                   |                            |                            |                                      |                                      |                                      |                                      |                           |                           |
|                       |                        | Ertuğrul *c.1198 †1281 |                       |                                   |                            |                            |                                      |                                      |                                      |                                      |                           |                           |
|                       |                        |                        |                       |                                   |                            |                            |                                      |                                      |                                      |                                      |                           |                           |
|                       |                        |                        |                       |                                   |                            |                            |                                      |                                      |                                      |                                      |                           |                           |
|                       |                        | Osman I *1258 †1326    |                       |                                   |                            |                            |                                      |                                      |                                      |                                      |                           |                           |
|                       |                        |                        |                       |                                   |                            |                            |                                      |                                      |                                      |                                      |                           |                           |
|                       |                        |                        |                       |                                   |                            |                            |                                      |                                      |                                      |                                      |                           |                           |
|                       |                        | Orhan I *1284 †1359    |                       |                                   |                            |                            |                                      |                                      |                                      |                                      |                           |                           |
|                       |                        |                        |                       |                                   |                            |                            |                                      |                                      |                                      |                                      |                           |                           |
|                       |                        |                        |                       |                                   |                            |                            |                                      |                                      |                                      |                                      |                           |                           |
|                       |                        | Murad I *1326 †1389    |                       |                                   |                            |                            |                                      |                                      |                                      |                                      |                           |                           |
|                       |                        |                        |                       |                                   |                            |                            |                                      |                                      |                                      |                                      |                           |                           |
|                       |                        |                        |                       |                                   |                            |                            |                                      |                                      |                                      |                                      |                           |                           |
|                       |                        | Bayezid I *1354 †1403  |                       |                                   |                            |                            |                                      |                                      |                                      |                                      |                           |                           |
|                       |                        |                        |                       |                                   |                            |                            |                                      |                                      |                                      |                                      |                           |                           |
|                       |                        |                        |                       |                                   |                            |                            |                                      |                                      |                                      |                                      |                           |                           |
| Solimano Çelebi †1411 | Solimano Çelebi †1411  | Musa Çelebi †1413      | Musa Çelebi †1413     | Mehmet I *1382 †1421              | Mehmet I *1382 †1421       |                            |                                      |                                      |                                      |                                      |                           |                           |
|                       |                        |                        |                       |                                   |                            |                            |                                      |                                      |                                      |                                      |                           |                           |
|                       |                        |                        |                       |                                   |                            |                            |                                      |                                      |                                      |                                      |                           |                           |
|                       |                        |                        |                       | Murad II *1404 †1451              |                            |                            |                                      |                                      |                                      |                                      |                           |                           |
|                       |                        |                        |                       |                                   |                            |                            |                                      |                                      |                                      |                                      |                           |                           |
|                       |                        |                        |                       |                                   |                            |                            |                                      |                                      |                                      |                                      |                           |                           |
|                       |                        |                        |                       | Maometto II *1432 †1481           |                            |                            |                                      |                                      |                                      |                                      |                           |                           |
|                       |                        |                        |                       |                                   |                            |                            |                                      |                                      |                                      |                                      |                           |                           |
|                       |                        |                        |                       |                                   |                            |                            |                                      |                                      |                                      |                                      |                           |                           |
|                       |                        |                        |                       | Bayezid II *1447 †1512            |                            |                            |                                      |                                      |                                      |                                      |                           |                           |
|                       |                        |                        |                       |                                   |                            |                            |                                      |                                      |                                      |                                      |                           |                           |
|                       |                        |                        |                       |                                   |                            |                            |                                      |                                      |                                      |                                      |                           |                           |
|                       |                        |                        |                       | Selim I *1465 †1520               |                            |                            |                                      |                                      |                                      |                                      |                           |                           |
|                       |                        |                        |                       |                                   |                            |                            |                                      |                                      |                                      |                                      |                           |                           |
|                       |                        |                        |                       |                                   |                            |                            |                                      |                                      |                                      |                                      |                           |                           |
|                       |                        |                        |                       | Solimano il Magnifico *1494 †1566 |                            |                            |                                      |                                      |                                      |                                      |                           |                           |
|                       |                        |                        |                       |                                   |                            |                            |                                      |                                      |                                      |                                      |                           |                           |
|                       |                        |                        |                       |                                   |                            |                            |                                      |                                      |                                      |                                      |                           |                           |
|                       |                        |                        |                       | Selim II *1525 †1574              |                            |                            |                                      |                                      |                                      |                                      |                           |                           |
|                       |                        |                        |                       |                                   |                            |                            |                                      |                                      |                                      |                                      |                           |                           |
|                       |                        |                        |                       |                                   |                            |                            |                                      |                                      |                                      |                                      |                           |                           |
|                       |                        |                        |                       | Murad III *1546 †1595             |                            |                            |                                      |                                      |                                      |                                      |                           |                           |
|                       |                        |                        |                       |                                   |                            |                            |                                      |                                      |                                      |                                      |                           |                           |
|                       |                        |                        |                       |                                   |                            |                            |                                      |                                      |                                      |                                      |                           |                           |
|                       |                        |                        |                       | Mehmed III *1566 †1603            |                            |                            |                                      |                                      |                                      |                                      |                           |                           |
|                       |                        |                        |                       |                                   |                            |                            |                                      |                                      |                                      |                                      |                           |                           |
|                       |                        |                        |                       |                                   |                            |                            |                                      |                                      |                                      |                                      |                           |                           |
|                       |                        |                        | Ahmed I *1590 †1617   | Ahmed I *1590 †1617               | Mustafa I *1600 †1639      | Mustafa I *1600 †1639      |                                      |                                      |                                      |                                      |                           |                           |
|                       |                        |                        |                       |                                   |                            |                            |                                      |                                      |                                      |                                      |                           |                           |
|                       |                        |                        |                       |                                   |                            |                            |                                      |                                      |                                      |                                      |                           |                           |
|                       | Osman II *1604 †1622   | Osman II *1604 †1622   | Murad IV *1612 †1640  | Murad IV *1612 †1640              | Ibrahim I *1615 †1648      | Ibrahim I *1615 †1648      |                                      |                                      |                                      |                                      |                           |                           |
|                       |                        |                        |                       |                                   |                            |                            |                                      |                                      |                                      |                                      |                           |                           |
|                       |                        |                        |                       |                                   |                            |                            |                                      |                                      |                                      |                                      |                           |                           |
|                       |                        |                        | Mehmed IV *1642 †1693 | Mehmed IV *1642 †1693             | Solimano II *1642 †1691    | Solimano II *1642 †1691    | Ahmed II *1643 †1695                 | Ahmed II *1643 †1695                 |                                      |                                      |                           |                           |
|                       |                        |                        |                       |                                   |                            |                            |                                      |                                      |                                      |                                      |                           |                           |
|                       |                        |                        |                       |                                   |                            |                            |                                      |                                      |                                      |                                      |                           |                           |
|                       | Mustafa II *1664 †1703 | Mustafa II *1664 †1703 |                       |                                   | Ahmed III *1673 †1736      | Ahmed III *1673 †1736      |                                      |                                      |                                      |                                      |                           |                           |
|                       |                        |                        |                       |                                   |                            |                            |                                      |                                      |                                      |                                      |                           |                           |
|                       |                        |                        |                       |                                   |                            |                            |                                      |                                      |                                      |                                      |                           |                           |
| Mahmud I *1696 †1754  | Mahmud I *1696 †1754   | Osman III *1699 †1757  | Osman III *1699 †1757 | Mustafa III *1717 †1774           | Mustafa III *1717 †1774    |                            | Abdül Hamid I *1725 †1789            | Abdül Hamid I *1725 †1789            |                                      |                                      |                           |                           |
|                       |                        |                        |                       |                                   |                            |                            |                                      |                                      |                                      |                                      |                           |                           |
|                       |                        |                        |                       |                                   |                            |                            |                                      |                                      |                                      |                                      |                           |                           |
|                       |                        |                        |                       | Selim III *1761 †1808             | Selim III *1761 †1808      | Mustafa IV *1779 †1808     | Mustafa IV *1779 †1808               | Mahmud II *1785 †1839                | Mahmud II *1785 †1839                |                                      |                           |                           |
|                       |                        |                        |                       |                                   |                            |                            |                                      |                                      |                                      |                                      |                           |                           |
|                       |                        |                        |                       |                                   |                            |                            |                                      |                                      |                                      |                                      |                           |                           |
|                       |                        |                        |                       |                                   |                            | Abdülmecid I *1823 †1861   | Abdülmecid I *1823 †1861             |                                      |                                      |                                      | Abdul Aziz *1830 †1876    | Abdul Aziz *1830 †1876    |
|                       |                        |                        |                       |                                   |                            |                            |                                      |                                      |                                      |                                      |                           |                           |
|                       |                        |                        |                       |                                   |                            |                            |                                      |                                      |                                      |                                      |                           |                           |
|                       |                        |                        | Murad V *1840 †1904   | Murad V *1840 †1904               | Abdul Hamid II *1842 †1918 | Abdul Hamid II *1842 †1918 | Mehmet V (Reshat ed-Din) *1844 †1918 | Mehmet V (Reshat ed-Din) *1844 †1918 | Mehmet VI (Vahid ed-Din) *1861 †1926 | Mehmet VI (Vahid ed-Din) *1861 †1926 | Abdülmecid II *1868 †1944 | Abdülmecid II *1868 †1944 |

## Albero genealogico

### Da Ertuğrul a Maometto II
1. Ertuğrul (1198-1280), capo della tribù oghuza dei Kayı, che secondo il folclore ottomano, sposò Halime Hatun, madre dei suoi tre figli
  1. Gündüz Bey (1245-1299), Sanjak-bey di Eskişehir
    1. Aktimur Bey (1263-?), soldato e funzionario statale
    2. Aydoğdu Bey (1284-1302), soldato

  2. Saru Batu Savcı Bey (?-1286), sposò Avna Hatun
    1. Hoca Saruhan Bey (1268-1284),
    2. Süleyman Bey (?-1361), sposò Hatice Hatun, figlia di Orhan I.
      1. Hamza Bey
        1. Mehmed Bey

      2. Mustafa Bey
        1. Osman Bey

      3. Ilaldi Hatun
      4. Fatma Hatun

  3. Osman I (1258-1326), fondatore dell'Impero ottomano e primo sultano dal 1299. Ebbe due consorti, Malhun Hatun (?-1324), figlia di Ömer Bey, e Rabia Bala Hatun (?-1324)
    1. Orhan I (1281-1362), sultano dell'Impero ottomano - Ebbe sette consorti: Asporça Hatun, di origini greche o bizantine, Nilüfer Hatun, concubina di origini greche, Melek Hatun, Efendi Hatun, Teodora Cantacuzena, (1330-1396), figlia di Giovanni VI Cantacuzeno, Bayalun Hatun, principessa bizantina della famiglia Paleologo e Teodora Uroš, figlia del despota serbo Stefano IV Uroš.
      1. Süleyman Pasha (1316-1357) - con Nilüfer Hatun, capo delle campagne di espansione in Tracia. Morì per una caduta da cavallo.
      2. Ibrahim Bey (1316-1362) - con Asporça Hatun, governatore di Eskişehir, fu giustiziato per ordine del fratellastro Murad I.
      3. Murad I (1326-1389) - con Nilüfer Hatun, sultano dell'Impero ottomano - Ebbe almeno sette consorti: Gulçiçek Hatun, concubina (1335-?), Kera Tamara Hatun (1340-1378), principessa bulgara, figlia dello zar Ivan Alessandro di Bulgaria; Paşa Melek Hatun, figlia di Kızıl Murâd Bey; Fülane Hatun, figlia di Costantino di Kostendil; Fülane Hatun, figlia di Cândâroğlu Süleyman II Paşah; Maria Hatun, nata Maria Paleologa, figlia dell'imperatore bizantino Giovanni V; Fülane Hatun, figlia di Ahî Seyyid Sultân
        1. Bayezid I (1360-1403) con Gulçiçek Hatun - Ebbe almeno sei consorti: Devlet Hatun (?-1414), concubina; Devletşah Hatun, figlia di Germiyan Süleyman Şah Bey, principe anatolico; Maria Olivera Despina Hatun (1372 - 1444), principessa serba, figlia di Lazar I, moglie legale nel 1390. Estremamente impopolare fra gli ottomani, fu accusata di aver corrotto il sultano e introdotto l'alcool a corte; Hafsa Hatun, figlia di Fahreddin İsa Bey del principato di Aydın, moglie legale nel 1390, Fülane Hatun, figlia di Costantino di Kostendil; Fülane Hatun,  figlia di Giovanni V Paleologo
          1. Fatma Hundi Hatun (1375-1430) - sposò Seyyid Şemseddin Mehmed Buhari, emiro del sultano nel 1390: con discendenza;
          2. Ertuğrul Çelebi (1378 – 1400)
          3. Solimano Çelebi (? - 1411), sultano di Rumelia e pretendente al trono ottomano.
          4. İsa Çelebi (?-1403), con Devletşah Hatun. Governatore dell'Anatolia e pretendente al trono ottomano.
          5. Mehmet I (1382-1421) - con Devlet Hatun, sultano ottomano - ebbe almeno tre consorti note: Emine Hatun, figlia di Nasireddin Mehmed Bey che lo sposò nel 1403; Şahzade Hatun, figlia Dividdar Ahmed Pasha; Kumru Hatun, concubina
            1. Murad II (1404-1451), con Emine Hatun, sultano ottomano; Ebbe almeno sei consorti note: Halime Hatice Hatun (1410-1440), figlia di İsfendiyar Bey, sovrano di Isfendiyarids; Hüma Hatun (1410-1449); Mara Hatun (1416-1487), figlia del despota serbo Đurađ Branković, che lo sposò nel 1435; Yeni Hatun, figlia di Şadgeldi Paşahzade Mustafa Bey; Hundi Ümmügülsüm Hatun (?-1486); Hatice Hatun, figlia di Ibrahim II Bey, che lo sposò nel 1440
              1. Şehzade Ahmed (1419-1420)
              2. Hundi Hatun (1423-?), con Hundi Ümmügülsüm Hatun - sposò in prime nozze Mirahur Ilyas Bey, e in seconde nozze Yaqub Bey;
              3. Hatice Hatun (1425-1470), con Huma Hatun - sposò Candaroğlu İsmail Kemaleddin Bey: con discendenza;
              4. Şehzade Alaeddin Ali (1425-1443), con Hundi Ümmügülsüm Hatun; governatore di Manisa e Amasya - ebbe una consorte conosciuta
                1. Şehzade Giyaşüddin (1441-1445)
                2. Şehzade Taceddin (1442 - 1443)

              5. Şehzade Isfendiyâr (1425 - 1425) - con Halime Hatun
              6. Hafsa Hatun (1426-?), sposò Candaroğlu Kaya Bey, figlio di sua zia Ilaldi Sultan Hatun, figlia di Mehmet I
              7. Şehzade Hüseyn (? - 1449)
              8. Şehzade Orhan (? - 1441)
              9. Fatma Hatun (1430-1464), con Huma Hatun - sposò Zaganos Pasha: con discendenza; dopo aver divorziato nel 1462, sposò Mahmud Çelebi
              10. Şehzade Hasan (? - 1444) Şahzade Selçuk Hatun (1430 - 1480) - sposò in prime nozze, Güveyi Karaça Paşah (?-1456); in seconde nozze Yusuf Sinaneddin Paşah (?-1486)
              11. Ilaldi Hatun - sposò Kasim Bey
              12. Maometto II (1432 - 1481) - con Hüma Hatun - discendenti vedi sotto: Da Maometto II ad Ahmed I
              13. Şehzade Ahmed (1450-1451) - con Hatice Hatun

            2. Selçuk Hatun (1407-1485), con Kumru Hatun - sposò Taceddin Ibrahim II Bey, capo degli Isfendiyaridi (1392-1443); sposò in seconde nozze Anadolu Beylerbeyi Karaca: 
              1. Orhan Bey (1424-1429)
              2. Pasa Melek Hatun (1425-1436)
              3. Emir Yusuf Bey (1426-1441)
              4. Hafsa Hatun (1427-1442)
              5. Hatice Hanzade Hatun (?-1502)
              6. Ishak Bali Bey (?-?), morto neonato
              7. (II) Hundi Hatun (1445-?), morta neonata

            3. Ilaldi Sultan Hatun (?-1444) - sposò Ibrahim II Bey, sovrano dei Karamanidi (?-1464), figlio di Mehmet II Bey (figlio di Nefise Hatun, figlia di Murad I): con discendenza;
            4. Mustafa Çelebi (1408-1423)
            5. Hatice Hatun (1408-1442), che sposò Karaca Pasha (?-1444)
            6. Incu Hatun - sposò Isa Bey (?-1437), figlio di Mehmed II Bey
            7. Hafsa Hatun (?-1445) - sposò Mahmud Bey (?-1444): con discendenza;
            8. Ayşe Hatun (1412-1469) - sposò Alaattin Ali Bey, sovrano di Karaman, figlio di Mehmed II Bey
            9. Şahdzade Sitti Hatun (1413-?) - sposò nel 1417 Sinan Pasha (?-1442)
            10. Mahmud Çelebi (1413-1429)
            11. Yusuf Çelebi (1414-1429)
            12. Ahmed Çelebi - morto neonato

          6. Musa Çelebi (1388-1413) - con Devletşah Hatun. Sultano di Rumelia e pretendente al trono ottomano.
          7. Mustafà Çelebi (1393-1422). Sultano di Rumelia e pretendente al trono ottomano.Erhundi Hatun. Sposò Yakup Bey, figlio di Pars Bey.
          8. Fatma Hatun (1393 - 1417). Insieme a suo fratello Kasim, venne data in ostaggio all'imperatore bizantino a Costantinopoli. Nel 1413 sposò un governatore ottomano.
          9. Erhundi Hatun - sposò Yakup Bey, figlio di Pars Bey
          10. Öruz Hatun - con Despina Hatun. Nel 1403 sposò Abu Bakar Mirza: con discendenza;
          11. Paşa Melek Hatun - con Despina Hatun. Nel 1403 sposò Emîr Celaluddîn İslâm, comandante militare
          12. Yusuf Çelebi
          13. Kasim Çelebi

        2. Yakub Çelebi (1362-1389)
        3. Savci Bey (1364-1385)
        4. Ibrahim Bey (1365-1385)
        5. Yahşi Bey (?- prima del 1389)
        6. Özer Hatun, si sposò ed ebbe discendenza;
        7. Mihriali Hatun - sposò Saruhânoğlu Hızır Bey prima del 1389.
        8. Devlet Sultan Hatun - sposò Karamânoglu Turgut Bey: con discendenza;
        9. Nefise Melek Sultan Hatun (1363-1400) - sposò Karamânoğlu Alâeddîn Alî Bey: con discendenza;

      4. Kasım Bey (?-1346) - con Nilüfer Hatun.Şerefullah Bey - con Asporça Hatun.
      5. Halil Bey (1347-1362) - con Teodora Cantacuzena. Da bambino, venne rapito dai pirati genovesi e riscattato con l'aiuto di Giovanni V Paleologo. Successivamente, Halil sposò la figlia di Giovanni, Irene Paleologa
      6. Hatice Hatun - sposò Süleyman Bey, figlio di Saru Batu Savci Bey e nipote di Osman I.
        1. Hamza Bey
          1. Mehmed Bey

        2. Mustafa Bey 
          1. Osman Bey

        3. Ilaldi Hatun
        4. Fatma Hatun

      7. Selçuk Hatun - con Asporça Hatun.
      8. Fatma Hatun - con Asporça Hatun.
      9. Sultan Hatun - con Melek Hatun.

    2. Çoban Bey (1283-1337)
    3. Fatma Hatun (1284-1347)
    4. Pazarlı Bey (1285-1311)
    5. Alâeddin Bey (?-1331), figlio di Rabia Bala Hatun
      1. Kılıç Bey
      2. Hızır Bey
      3. Mehmed Bey.
      4. Ibrahim Bey
      5. Şahi Çelebi.
      6. Taci Hatun
      7. Ayşe Hatun
      8. Paşa Hatun

    6. Hamid Bey
    7. Melik Bey

### Da Maometto II ad Ahmed I
1. Maometto II (1432-1481) sultano dell'Impero ottomano e conquistatore di Costantinopoli (Istanbul): Ebbe almeno otto consorti note e una moglie legale: Gülbahar Hatun, concubina (?-1492), Gülşah Hatun, concubina (?-1487); Sittişah Hatun (1430-1486), figlia di  Dulkadiroğlu Süleyman Bey, sua moglie legale; Çiçek Hatun, concubina (1442-1498); Anna Hatun (1447-1463), figlia dell'imperatore greco di Trebisonda Davide II di Trebisonda; Elena Hatun (1442-1469), figlia di Demetrio Paleologo; Maria Hatun; Hatice Hatun, figlia di Zagan Pascià
  1. Gevherhan Hatun (1446-1514), figlia di Gulbahar Hatun - sposò nel 1474 Ughurlu Muhammad (?-1477): con discendenza;
  2. Bayezid II (1447-1512), figlio di Gülbahar Hatun, sultano ottomano - Ebbe dieci consorti note, più altre concubine sconosciute, madri degli altri figli e figlie: Şirin Hatun (1447-1521); Hüsnüşah Hatun (1458-1513); Bülbül Hatun (1448-1515); Nigar Hatun (?-1503); Gülruh Hatun (?-1528); Gülbahar Hatun (1454-1505); Muhtereme Ferahşad Hatun (?-1530); Ayşe Hatun, figlia di Alâüddevle Bozkurt Bey (?-1512); Gülfem Hatun; Mühürnaz Hatun
    1. Aynışah Sultan (1463-1514) - figlia di Şirin Hatun - Sposò in prime nozze, nel 1490, Sultanzade Ahmed Bey  (1476-1497) (figlio di Gevherhan Hatun, figlia del sultano Mehmed II il Conquistatore: con discendenza; sposò in seconde nozze, nel 1500 Yahya Pasha (?-1511), eminente statista che fu sanjak-bey di Bosnia, Nicopoli e successivamente beilerbei di Anatolia e Rumelia, secondo visir e, brevemente, Gran Visir;
      1. (I) Neslihan Hanimsultan - sposò suo cugino Sehzade Alaeddin ( figlio di Şehzade Ahmed (figlio di Bayezid II))
        1. Hvandi Sultan - sposata con Sunullah Bey, governatore di Kastamonu.

      2. Hanzade Hanimsultan - sposò nel 1508 suo cugino Sultanzade Yahyapaşaoğlu Bali Bey (figlio di Şahzade Sultan, figlia di Bayezid II)
      3. Sultanzade Zeyneddin Bey (maggio/giugno 1497 - 1508)

    2. Hatice Sultan (1463-1500), con Bülbül Hatun - sposò in prime nozze, nel 1479, Muderis Kara Mustafa Pasha (?-1483); sposò nel 1484 Faik Pasha (?-1499)
      1. Sultanzade Ahmed Bey
      2. Hanzade Hanimsultan

    3. Hundi Sultan (1464-1511), con Bülbül Hatun - sposò nel 1484 Hersekli Ahmed Pascià: 
      1. Sultanzade Musa Bey
      2. Sultanzade Mustafa Bey
      3. Kamerşah Hanımsultan
      4. Hümaşah Hanımsultan

    4. Şehzade Abdullah (1465-1483), figlio di Şirin Hatun, governatore di Manisa, Trebisonda e Konya - Sposò Nergiszade Ferahşad Sultan (figlia di Şehzade Mustafa, figlio di Maometto II)
      1. un figlio (1481-1489)
      2. Aynișah Sultan (1482-?), che si sposò
      3. Şahnisa Sultan (1484-?), che sposò Şehzade Mehmed Şah, figlio del fratellastro di suo padre Şehzade Şehinşah

    5. Ayşe Sultan (1465-1515), con Nigar Hatun - sposò nel 1480 Guveyi Sinan Pasha (?-1504): 
      1. Sultanzade Ahmed Bey, governatore di Vize - sposò nel 1506 la figlia di Hasan Pasha
        1. Gevherhan Hanim

      2. Sultanzade Mustafa Bey
      3. Hanzade Ayse Mihrihan Hanimsultan - sposò suo cugino Sultanzade Dukaginzade Mehmed Ahmed Bey (figlio di Gevhermuluk Sultan, figlia di Bayezid II), governatore di Ankara;
        1. Mihrimah Hanim.

      4. Gevhersah Hanimsultan (?-1552) - sposò in prime nozze Dukakinoğlu Ahmed Pascià (?-1522); sposò in seconde nozze Ibrahim Bey
        1. (I) Dukanginzade Ibrahim Pasha - sposò nel 1582 Neslisah Hanimsultan (figlia di Gevhermüluk Sultan)
        2. (I) Fatma Hanim - sposò nel 1518 Iskender Bey, governatore di Antalya)
        3. (II) Iskender Bey
        4. Haci Rukiye Hanim

      5. Kamersah Hanimsultan - sposò nel 1506 Ahmed Bey
      6. Fatma Hanimsultan - sposò nel 1506 Ali Bey
        1. Ahmed Bey

      7. Mihrihan Hanimsultan - sposò Hasan Bey, governatore di Filorine

    6. Şehzade Ahmed (1466-1513), figlio di Bülbül Hatun - Ebbe almeno sette consorti, tra le più note: Sittişah Hatun, Gülçiçek Hatun e Bülbül Hatun;
      1. Şehzade Murad (1495-1519), governatore di Bolu
        1. Şehzade Mustafa (?-1513)
        2. Şehzade Mehmed (?-1513)
        3. Asitanşah Sultan;

      2. Şehzade Süleyman (?-1513), governatore di Koca e Çorum: ebbe due figlie
      3. Şehzade Alaeddin (?-1513), governatore di Bolu - sposò Neslişah Hanımsultan, figlia di sua zia Aynışah Sultan
        1. Hvandi Sultan, che sposò Sunullah Bey, governatore di Kastamonu;

      4. Şehzade Osman (?-1513) - con Sittişah Hatun, governatore di Osmancık
      5. Şehzade Kasım (1501-1518)
      6. Şehzade Ali (1499 - 1513)
      7. Şehzade Mehmed (1500 - 1513)

    7. Hümaşah Sultan (1466-dopo il 1520) - sposò nel 1482 Bali Pasha, governatore d'Anatolia (?-1495); sposò in seconde nozze Malkoçoğlu Yahya Pasha:
      1. Sultanzade Ahmed Bey
      2. Sultanzade Mehmed Bey

    8. Şehzade Korkut (1469-1513) figlio di Nigar Hatun.
      1. un figlio morto neonato (?)
      2. un figlio morto neonato (?)
      3. Fatma Sultan (? - ?) - sposò Ali Bey.
      4. Ferahşad Sultan (? - ?) - Sposò prima Malkocoglu Ali Bey e poi in seconde nozze Mehmed Bey Efendi.

    9. Ialdi Sultan (1467-1517) - sposò Hain Ahmed Pasha, governatore di Rumelia, Egitto e Secondo Visir: 
      1. un figlio che sposò Hanzade Hanimsultan, figlia di sua zia Selcuk Sultan
      2. Sahzade Anisah Hanimsultan - che sposò Abdusselam Celabi

    10. Gevhermüluk Sultan (1467-1550), sorella di Şehzade Mahmud - sposò Dukakinzade Mehmed Pasha, figlio di Dukakinoğlu Ahmed Pascià: 
      1. Sultanzade Dukakinzade Mehmed Ahmed Bey - sposò sua cugina Hanzade Ayşe Mihrihan Hanımsultan (figlia di Ayşe Sultan, figlia di Bayezid II)
      2. Neslişah Hanimsultan - sposò Iskender Pasha in prime nozze e suo cugino Dukakinzade Ibrahim Pasha in seconde (figlio di Gevherşah Hanımsultan, figlia di Ayşe Sultan e nipote di Bayezid II)

    11. Sofu Fatma Sultan (1468-1520), con Nigar Hatun - sposò in prime nozze, prima del 1480 Isfendiyaroglu Mirza Mehmed Pasha e divorziarono; sposò in seconde nozze, nel 1489 Mustafa Pasha, figlio di Koca Davud Pasha (?-1503); sposò in terze nozze, nel 1504, Güzelce Hasan Bey: 
      1. (I)Sultanzade Isfendiyaroglu Mehmed Bey (?-1514) - sposò sua cugina Gevherhan Sultan, figlia di Selim I, nel 1509; governatore di Balıkesir, morì nel 1514 nella Battaglia di Chaldiran.
      2. (III) Sultanzade Haci Ahmed Bey
      3. (III) Sultanzade Mehmed Çelebi - sposò Ayşe Sultan, figlia di Şehzade Alemşah (figlio di Bayezid II).
      4. (III) una figlia, Hanımsultan - sposò suo cugino Ahmed Bey, figlio di Ali Bey e Fatma Hanımsultan (figlia di Ayşe Sultan).

    12. Selçuk Sultan (1469-1508) - sposò nel 1484, Ferhad Bey; sposò nel 1587 Mehmed Bey
      1. Sultanzade Gaazi Husrev Pasha (1484-1541)
      2. Neslisah Hanimsultan (1486-1550)
      3. (II) Hanzade Hanimsultan - che sposò suo cugino, figlio di Ilaldi Sultan;
      4. (II) Hatice Hanimsultan
      5. (II) Aslihan Hanimsultan  - sposò nel 1503 Yunus Pascià; sposò nel 1518 Defterdar Mehmed Çelebi nel 1518, che fu governatore dell'Egitto e poi di Damasco.
        1. Selçuk Hanim (1529-?)

    13. Selim I (1470-1520) con Gülbahar Hatun, sultano dell'Impero ottomano dal 1517 al 1520; Ebbe due consorti note: Hafsa Sultan (1472-1534), concubina favorita e prima Valide Sultan; Ayşe Hatun (1476-1539), figlia di Meñli I Giray
      1. Fatma Sultan (1490-1566), figlia di Hafsa Sultan - sposò in prime nozze Mustafa Pasha; poi Kara Ahmed Pascià e infine Hadim Ibrahim Pasha: si ipotizza una discendenza;
      2. Hafize Hafsa Sultan (1491-1538), probabilmente con Hafsa Sultan; Sposò in prime nozze, nel 1511 Dukakinoğlu Ahmed Pascià (?-1515); sposò in seconde nozze, nel 1522, Bosnak Mustafa Pasha (?-?):
        1. Sultanzade Kara Osman Sah Pasha

      3. Beyhan Sultan (1492-1559), probabilmente figlia di Hafsa Sultan - sposò nel 1513 Ferhad Pasha (?-1522), si ipotizza discendenza;
      4. Hatice Sultan (1493-1559), probabilmente figlia di Hafsa Sultan - sposò nel 1509 il Kapudan Iskender Pasha (?-1515); sposò in seconde nozze, nel 1517, Çoban Mustafa Pasha;
        1. (I) Sultanzade Mehmed Bey
        2. (I) Sultanzade Süleyman Bey
        3. (I) Sultanzade Ali Bey
        4. (I) Sultanzade Osman Bey
        5. (I) Nefise Hanimsultan
        6. (II) Sultanzade Mehmed Bey
        7. (II) Hanim Hanimsultan
        8. (II) una figlia

      5. Solimano I (1494-1566), con Hafsa Sultan, conosciuto anche come Solimano il Magnifico, sultano dell'Impero ottomano dal 1520 al 1566. Ebbe almeno due consorti note: Mahidevran Hatun (1500-1581), e Hürrem Sultan (1502-1558), moglie legale e prima Haseki Sultan
        1. Şehzade Mahmud (1512-1520), con una concubina sconosciuta
        2. Şehzade Mustafa (1515-1553), con Mahidevran
          1. Nergisşah Sultan (1536 – 1592) - sposò Cenâbî Ahmed Paşa (?-1562)
          2. Şah Sultan (1547-1577). sposò Abdülkerim Ağa, Ağa dei Giannizzeri tra il 1562 e il 1567
          3. Şehzade Mehmed (1546, Amasya – 1553/1554, Bursa).
          4. Şehzade Ahmed (?, Amasya – 1553?, Konya)

        3. Raziye Sultan (1517-1520), con una concubina sconosciuta
        4. Şehzade Murad (1519-1520), con una concubina sconosciuta
        5. Şehzade Mehmed (1521-1543), con Hürrem Sultan
          1. Hümaşah Sultan (1543-1582) - sposò nel 1566 Ferhad Pasha (?-1575); sposò in seconde nozze, Lala Kara Mustafa Pascià (1500-1580); sposò in terze nozze Gazi Mehmed Pasha (?-1581)
            1. Fatma Hanimsultan (1567-1588) - sposò nel 1584 Mehmed Bey (?-1586) governatore di Kastamonu,
              1. Hacı Bey, Beylerbeyi di Manisa.

            2. Sultanzade Mustafa Mehmed Bey (1569 - 1593), governatore di Belgrado e rinomato calligrafo
              1. Süleyman Bey (?-1655)

            3. Sultanzade Osman Bey (1571—1626); governatore di Bolu.
            4. Sultanzade Ibrahim Bey (? - 1601)
              1. Mustafa Pasha (?-1636), governatore della Bosnia.

            5. Sultanzade Hüseyn Bey
            6. Hatice Hanımsultan
            7. Tre figlie
            8. (II) Sultanzade Abdülbaki Bey -  Safiye Hanımsultan, figlia della cugina di sua madre Ismihan Sultan, figlia di Selim II.

        6. Mihrimah Sultan (1522-1578), con Hürrem Sultan - sposò nel 1539 Rüstem Pascià (1500-1561):
          1. Ayşe Hümaşah Sultan (1541-1598) - sposò nel 1557, Semiz Ahmed Pascià (1492-1580), futuro Gran Visir; sposò nel 1582 Ahmed Ferîdûn Pascià (?-1583)
            1. Sultanzade Mahmud Pasha (?-1602), sanjak-bey di Kastamonu e Nakhchivan.
            2. Sultanzade Mehmed Bey (?-1605) sanjak-bey dell'Erzegovina.
            3. Sultanzade Şehid Mustafa Pascià (?-1593), sanjak-bey di Clissa;
            4. Sultanzade Osman Bey (?-1598) Sanjak-bey di Karahisar.
            5. Sultanzade Abdurrahman Bey (?-1596) - sposò Ayşe Hanım, una figlia di Cığalazade Yusuf Sinan Pasha
              1. Semiz Mehmed Pasha (1596-1646), Gran visir

            6. Saliha Hanimsultan (1561-1580) - si sposò nel 1576 Cığalazade Yusuf Sinan Pascià;
              1. Sultanzade Mahmud Pasha - che sposò Hatice Sultan, figlia di Mehmed III)
              2. una figlia

            7. Safiye Hanimsultan - sposò nel 1580 Cigalazade Yusuf Sinan Pascià: con discendenza;
            8. Hatice Hanımsultan - sposò Kapıcıbaşı Mahmud Bey nel dicembre 1584.
            9. Ayşe Hanımsultan.
            10. Fülane Hanımsultan, sposata nel marzo 1596 con lo yemenita Hasan Pasha.

          2. Sultanzade Osman Bey (1546-1576)

        7. Selim II (1524-1574), con Hürrem Sultan, sultano dell'Impero ottomano dal 1566 al 1574. L'unica consorte nota fu Nurbanu Sultan (1525-1583), sua moglie legale, Haseki Sultan e Valide Sultan
          1. Şah Sultan (1544-1580), con Nurbanu Sultan - sposò in prime nozze, nel 1562 Hasan Ağa (?-1574); in seconde nozze, nel 1575, Zal Mahmud Paşah (? -1580): 
            - (II) Fülane Hanımsultan - sposò Sposò Abdâl Hân (1576 - dopo il 1660).
            - Sultanzade Köse Husrev Paşa

          2. Gevherhan Sultan (1545-1624), con Nurbanu Sultan - sposò in prime, nel 1562, Piyale Paşa (1515-1578): con discendenza; sposò nel 1579, Cerrah Mehmed Pascià (?-1604): 
            - Sultanzade Mustafa Bey
            - Sultanzade Mehmed Bey (? - 1593), governatore prima del Peloponneso e poi dell'Erzegovina.
            - Ayşe Atike Hanımsultan (1563 - 1614) - sposò Doğancıbaşı Kerim Ağa
            - Fatma Hanımsultan. Sposata con Ibrahim Bey.
            - Hatice Hanımsultan - sposò Sinanpasazade Sinanpaşaoğlu Mehmed Pasha (?-1605)
            - (II) Sultanzade Salih Bey. Governatore di Klis.

          3. Ismihan Sultan (1545-1585), con Nurbanu Sultan - sposò in prime nozze, nel 1562 Sokollu Mehmed Pascià (1506-1579); sposò in seconde nozze nel 1584, Kalaylikoz Ali Pasha: 
            1. (I) Safiye Hanimsultan (1562-?) - sposò Sokollu Mustafa Pasha, governatore di Buda, divorziando; sposò nel 1578 Silahdar Cafer Pasha (?-1587); sposò in terze nozze, Sultanzade Abdulkaki Bey, figlio di Hümaşah Sultan (figlia di Şehzade Mehmed)
              1. (II) Mehmed Bey
              2. (II) Cafer Bey

            2. Sultanzade Ahmed Bey (1563-1567)
            3. Sultanzade Sokolluzade Ibrahim Han Pasha (1565-1622), il cui discendente, nel 1924, Sokulluzade Abdülbâki Ihsân Bey, sposò un'altra principessa ottomana, Rukiye Sultan, nipote del sultano Mehmed V.
            4. Sultanzade Piri Mehmed Bey (1566-1567)
            5. (II) Sultanzade Mahmud Bey (1585)

          4. Murad III (1546-1595), con Nurbanu Sultan, sultano dell'Impero Ottomano dal 1574 al 1595 - Ebbe come consorti note: Safiye Sultan (1550-1619), Haseki Sultan e Valide Sultan; Şemsiruhsar Hatun (?-prima del 1623); Mihriban Hatun; Şahıhuban Hatun; Nazperver Hatun; Fakriye Hatun
            1. Humaşah Sultan (1564-dopo il 1606), con Safiye Sultan - sposò nel 1582 Nişar Mustafazade Mehmed Pasha (?-1586); potrebbe aver sposato in seconde nozze Serdar Ferhad Pascià nel 1591 (1530-1595)
            2. Ayşe Sultan (1565-1605), con Safiye Sultan - sposò in prime nozze, nel 1586 Damat İbrahim Pascià (1517-1601); sposò in seconde nozze, nel 1602, Yemişçi Hasan Pascià (1535-1603); sposò in terze nozze, nel 1604, Damad Güzelce Mahmud Pasha (?-1606)
              1. (I) Sultanzade Mehmed Bey
              2. (I) una figlia

            3. Mehmed III (1566-1603), con Safiye Sultan, sultano dell'Impero ottomano dal 1595 al 1603. Ebbe tre consorti note: Handan Sultan (1568-1605), concubina e Valide Sultan; Halime Sultan (1571-1623), concubina e Valide Sultan; Fülane Hatun (?-1598) concubina
              1. Fatma Sultan (1584-?), figlia di Handan - sposò nel 1600 Mahmud Pasha, governatore de Il Cairo; sposò in seconde nozze, nel 1604, Tiryaki Hasan Pascià (1530-1611): con discendenza; in terze nozze, Güzelce Ali Pascià (?-1621)
              2. Şehzade Selim (1585-1597), figlio di Handan
              3. Şehzade Suleyman (1586-1597), figlio di Handan
              4. Şehzade Mahmud (1587-1603), figlio di Halime
              5. Ayse Sultan (1587-dopo il 1614), figlia di Handan - sposò Destari Mustafa Pasha (?-?), con discendenza; alcune fonti suggeriscono che abbia sposato in seguito Gazi Hüseyin Pascià (?-1659)
              6. Hatice Sultan (1588-1613), figlia di Halime - sposò in prime nozze, nel 1604, Mirahur Mustafa Pasha; in seconde nozze, nel 1612 Sultanzade Mahmud Pasha, figlio di Cigalazade Yusuf Sinan Pascià e Saliha Hanimsultan (figlia di Ayşe Hümaşah Sultan, nipote di Solimano il Magnifico)
              7. Beyhan Sultan (prima del 1590-?), sposò nel 1612 Damat Halil Pascià (?-1629)
              8. Sah Sultan (circa nel 1590-dopo il 1623), figlia di Halime - sposò nel 1604 (consumato nel 1606), Kara Davud Pascià (1570-1622), Gran visir: con discendenza;
              9. Ahmed I (1590-1617), figlio di Handan - sultano dell'Impero ottomano dal 1603 al 1617 - discendenti vedi sotto: Da Ahmed I ad Ahmed III
              10. Şehzade Osman (1597-1601), figlio di Handan
              11. Şehzade Fulan (1597/98 - 1598), con una concubina sconosciuta
              12. Şehzade Cihangir (1599-1602)
              13. Mustafa I (1600/1601 - 1639), figlio di Halime- sultano dell'Impero ottomano dal 1617 al 1618; poi dal 1622 al 1623 - senza discendenti
              14. Hümaşah Sultan (? - ?). sposò nel 1612 Cagaloglu Mahmud Pasha.
              15. Esra Sultan (? - ?) - figlia di concubina sconosciuta
              16. Ümmügülsüm Sultan (? - dopo 1622) - figlia di concubina sconosciuta
              17. Halime Sultan (? - dopo il 1622) - figlia di concubina sconosciuta
              18. Akile Sultan (? - dopo il 1622) - concubina sconosciuta

            4. Şehzade Selim (1567-1580), con Safiye Sultan
            5. Şehzade Mahmud (1568-1580) con Safiye;
            6. Fatma Sultan (1573-1620), figlia con Safiye Sultan - sposò in prime nozze, nel 1593, Damad Halil Pasha (?-1604):; sposò in seconde nozze, nel 1604, Damad Cafer Pasha (?-1608); sposò in terze nozze, nel 1610, Damat Hizir Pasha (?-1612); sposò per la quarta volta Damad Murad Pasha.
              1. Sultanzade Mahmud Bey (1595 - 1598)
              2. Sultanzade Hasan Bey (fra il 1596 e il 1604 - dopo il 1620

            7. Mihrimah Sultan (circa 1579 o 1592-dopo il 1625) - sposò nel 1614 Mirahur Ahmed Pasha (?-1618); sposò in seconde nozze, Çerkes Mehmed Ali Pascià (1557-1625)
            8. Fahriye Sultan (?-1656) - sposò in prime nozze, Cuhadar Ahmed Pasha, governatore di Mosul, sposò in seconde nozze, Sofu Bayram Pasha, governatore di Bosnia;
            9. Rukiye Sultan (?-?), figlia con Şemsiruhsar Hatun - sposò nel 1613 Nakkaş Hasan Pasha;
            10. Mihriban Sultan (?-?) sposò nel 1613 Kapıcıbaşı Topal Mehmed Agha;
            11. Şehzade Fülan (1582)
            12. Hatice Sultan (1583-?), sposò nel 1598 Sokolluzade Lala Mehmed Pasha: con discendenza; in seguito sposò Gürşci Mehmed Pasha di Kefe, governatore della Bosnia.
            13. Fethiye Sultan (?-?)
            14. 17 figlie morte di peste o vaiolo nel 1598
            15. quattro figlie che si sposarono prima del 1595
            16. Şehzade Cihangir (1585) gemello di Şehzade Suleyman.
            17. Şehzade Suleyman (1585) gemello di Şehzade Cihangir.
            18. Şehzade Abdullah (1585-1595)
            19. Şehzade Mustafa (1585-1595)
            20. Şehzade Abdurrahman (1585-1595)
            21. Şehzade Bayezid (1586-1595)
            22. Şehzade Hasan (1586-1591)
            23. Şehzade Cihangir (1587-1595)
            24. Şehzade Yakub (1587-1595)
            25. Şehzade Ahmed (?-?)
            26. Şehzade Alaeddin (?-1595)
            27. Şehzade Davud (?-1595)
            28. Şehzade Alemşah (?-1595)
            29. Şehzade Ali (?-1595)
            30. Şehzade Hüseyin (?-1595)
            31. Şehzade Ishak (?-1595)
            32. Şehzade Murad (?-1595)
            33. Şehzade Osman (?-1587)
            34. Şehzade Yusuf (?-1595)
            35. Şehzade Korkut (?-1595)
            36. Şehzade Ömer (?-1595)
            37. Şehzade Selim (?-1595)

          5. Fatma Sultan (1588-1580), con Nurbanu Sultan (contestata) - sposò nel 1573 Kanijeli Siyavuş Pascià (?-1602): 
            1. Sultanzade Ahmed Bey (1573 - 1582/1583)
            2. Sultanzade Mustafa Paşah (1575 - aprile 1599)
            3. Sultanzade Abdulkaadir Bey (1577 - 1583)
            4. Sultanzade Süleyman Bey (1579 - 1583)
            5. Una figlia senza nome (1580)

          6. Şehzade Mehmed (1571-1572), con una concubina sconosciuta
          7. Şehzade Suleyman (1571-1574), con una concubina sconosciuta
          8. Şehzade Abdullah (1571-1574), con una concubina sconosciuta
          9. Şehzade Ali (1572) con una concubina sconosciuta
          10. Şehzade Osman (1573-1574), con una concubina sconosciuta
          11. Şehzade Cihangir (1574), con una concubina sconosciuta

        8. Şehzade Abdullah (1525-1528) con Hürrem Sultan
        9. Şehzade Bayezid (1527-1561), con Hürrem Sultan
          1. Şehzade Orhan (1543-1561), governatore di Corum
          2. Şehzade Osman (1545-tra il 1553 e il 1560)
          3. Mihrumah Sultan (1547-1602) - sposò Damat Muzaffer Pasha (?-1593), governatore di Baghdad, Sehr-i Zor, Kibris, Luristan: 
            1. Sultanzade Mehmed Bey
            2. Sultanzade Murad Bey
            3. Hatice Hanimsultan

          4. Şehzade Abdullah (1548-1561)
          5. Hatice Sultan (1550-1558)
          6. Şehzade Mahmud (1552-1561)
          7. Ayse Sultan (1553-1572) - sposò nel 1568 Eretnaoglu Koca Ali Pasha:
            1. Sultanzade Mehmed Bey

          8. Hanzade Sultan (1556-?)
          9. Şehzade Mehmed (1558-1561)
          10. Şehzade Murad (1560-1561)
          11. Şehzade Fulan (1561-1561)

        10. Şehzade Cihangir (1531-1553), con Hürrem Sultan

      6. Gevherhan Sultan (1494-?), sposò nel 1509 Sultanzade Isfendiyaroglu Mehmed Bey (?-1514) figlio di Sofu Fatma Sultan, figlia di Bayezid II), governatore di Balıkesir.
      7. Şah Sultan (1500-1572), che sposò nel 1523 Lütfi Pasha (div.): 
        1. Esmehan Hanimsultan (c.1524 - 1556). Sposata con Huseyn Pasha
          1. Neslihan Hanim (sposata)
          2. Vasfihan Hanim (sposata con Küçük Ömer Ağa)
            1. Ahmed Bey

      8. Şahzade Sultan (?-1529), che sposò Çoban Mustafa Pasha figlio di Iskender Pasha: con discendenza
        1. Ayse Hanimsultan

      9. Yenişah Sultan. Di lei non si sa nulla, se non il suo nome, che significa "fiducia dello Şah". È possibile che lei o Hanım Sultan fosse la principessa sconosciuta che sposò Koca Sinan Pascià e da lui ebbe Emine Hanımsultan e Sultanzade Mehmed Pascià e che, rimasta vedova, si risposò con Güzelce Mahmud Paşa.
      10. Kamerşah Sultan (?-1503)
      11. Hanım Sultan.
      12. Şehzade Salih (?-1499)
      13. Şehzade Orhan (?- prima del 1521
      14. Şehzade Musa (? – prima del 1521)
      15. Şehzade Korkud (? – prima 1521)
      16. Üveys Pasha; figlio illegittimo, governatore dello Yemen

    14. Şah Sultan (1474-1506) - sposò nel 1490, Nasuh Bey, con discendenza;
    15. Şehzade Şehinşah (1474-1511), con Hüsnüşah Hatun, governatore di Manisa e Karaman.
      1. Şehzade Mehmed Şah (?-?), con Mukrime Hatun - sposò Şahnisa Sultan, figlia di Şehzade Abdullah

    16. Şehzade Mahmud (1475-1507), con una concubina sconosciuta; governatore di Kastamonu e Manisa
      1. Şehzade Musa (1490-1512)
      2. Şehzade Orhan (1494-1512)
      3. Şehzade Emir Suleyman (?-1512)
      4. Hançerli Zeynep Fatma Sultan (1495-1533), sposò Mehmed Bey nel 1508: con discendenza;
      5. Ayşe Hundi Sultan (1496 -dopo il 1556) - sposò nel 1508 Ferruh Bey: con discendenza;

    17. Şehzade Alemşah (1477-1502), con Gülruh Hatun, governatore di Menteşe e Manisa.
      1. Şehzade Osman Şah (1492-1512)
      2. Ayşe Sultan (?-?), sposò Mehmed Celebi, figlio di Fatma Sultan, figlia di Bayezid II)
      3. Fatma Sultan (1493-1522).

    18. Kamerşah Sultan (1476-1520), figlia di Gülruh Hatun - sposò nel 1491, Koca Mustafa Pasha (?-1512); sposò in seconde nozze, Nişancı Kara Davud Pasha: 
      1. Hundi Hanımsultan - sposò Mesih Bey (?-1512) - si risposò con Nişancı Kara Davud Pasha;

    19. Şahzade Sultan ( ?-1520) - sposò nel 1501
      1. Sultanzade Yahyapaşazade Gaazi Küçük Bali Pasha (? - 1543) -  sposò sua cugina Hanzade Hanimsultan, figlia di Aynişah Sultan),
      2. Sultanzade Gaazi Koca Mehmed Pasha (?-1548)
      3. Sultanzade Gaazi Ahmed Bey (? - dopo il 1543)

    20. Fülane Sultan (?-?) - sposò Koca Davud Pasha: 
      1. Sultanzade Mehmed Bey, che sposò sua cugina Fatma Sultan, figlia di Şehzade Ahmed.

    21. Şehzade Mehmed (1486-1504), con Ferahşad Hatun, governatore di Kefe
      1. Fatma Sultan (1500-1556)
      2. Şehzade Mehmed (1505-1513).

  3. Ayse Hatun
  4. Kamerhan Hatun - sposò Hasan Bey, figlio di Candaroglu Ismail Bey:
    1. Hanzade Hatun

  5. Şehzade Mustafa (1450-1474), figlio di Gülşah Hatun, governatore di Konya
    1. Şehzade Hali
    2. Nergiszade Ferahşad Hatun, che sposò Şehzade Abdullah, figlio di Bayezid II

  6. Şehzade Cem (1459-1495), figlio di Çiçek Hatun - ebbe una consorte nota Gülşirin Hatun
    1. Şehzade Oğuzhan (1470-1482)
    2. Şehzade Murad (1480-1522), si convertì al cristianesimo con il nome di Pierre Mehmed e Papa Alessandro VI lo creò principe di Sayd. Sposò Maria Concetta Doria: con discendenza;
    3. Gevhermelik Hatun (prima del 1480 - dopo il 1503) - sposò nel 1496 Al-Nasir Muhammad ibn Qaitbay, figlio di Qaytbay, e, dopo essere rimasta vedova nel 1498, si risposò con Sinan Pasha, governatore dell'Anatolia, nel 1503.
    4. Ayşe Hatun (prima del 1480 - dopo il 1503) - sposò nel 1503 Mehmed Bey, figlio di Sinan Pasha e governatore di Giannina.

  7. Fulane Hatun
  8. Şehzade Nureddin

### Da Ahmed I a Mehmed IV
1. Ahmed I (1590-1617), figlio di Handan Sultan e Mehmed III- sultano dell'Impero ottomano dal 1603 al 1617 - antenati vedi sopra: Da Maometto II ad Ahmed I. Ebbe due consorti note: Kösem Sultan (1590-1651), sua moglie legale, Haseki Sultan, Valide Sultan e Reggente dell'Impero ottomano dal 1623 al 1640 - secondo mandato dal 1640 al 1648 - terzo mandato come  "Buyuk Valide Sultan" dal 1648 al 1651; Mahfiruz Hatun (1590-prima del 1618), sua prima concubina
  1. Osman II (1604-1622), figlio di Mahfiruz Hatun - sultano dell'Impero ottomano dal 1618 al 1622 Ebbe almeno quattro consorti note: Ayşe Sultan o Ayşe Hatun (?-1640), sua Haseki; Meylişah Hatun, chiamata anche Meleksima Hatun, Mehlikaya Hatun o Mehlika Hatun, concubina (?-?); Fülane Hatun, sua prima moglie legale; Akile Hatun, seconda moglie legale;
    1. Şehzade Omer (1621-1622), figlio di Meylisah Hatun;
    2. Şehzade Mustafa (1622-1623), probabilmente figlio di Atike Hatun, gemello di Zeynep Sultan
    3. Zeynep Sultan (1622-1623), probabilmente figlia di Atike Hatun, gemello di Şehzade Mustafa

  2. Şehzade Mehmed (1605-1621), figlio di Kösem Sultan
  3. Fatma Sultan (1606-1667), figlia di Kösem Sultan - sposò nel 1623 Kara Mustafa Pasha (?-1628), governatore dell'Egitto; sposò nel 1629 Çatalcalı Hasan Pasha (?-1631): con discendenza; sposò nel 1632 Canbuladzade Mustafa Pasha (?-1636): con discendenza; sposò nel 1637 Koca Yusuf Pasha (?-1658); sposò nel 1662 Melek Ahmed Pascià (?-1662), gran visir; sposò nel 1663 Kanbur Mustafa Pasha (?-1666), governatore di Baghdad; sposò nel 1667, Közbekçi Yusuf Pasha, governatore di Silistra e visir;
    1. (II) Sultanzade Hasan Bey (1629-?) morto neonato
    2. (III) Sultanzade Canbuladzade Hüseyn Pasha (1633 - 1680). Governatore di Buda e de Il Cairo. Fu il terzo e ultimo marito di sua cugina Ayşe Sultan, figlia del sultano Ibrahim I.
    3. (III) Sultanzade Canbuladzade Süleyman Bey. (1635 - dopo il 1665).

  4. Ayşe Sultan (1608-1657), figlia di Kösem Sultan - sposò nel 1612 Gümülcineli Damat Nasuh Pascià (?-1614), Gran visir; sposò nel 1620 Karakaş Mehmed Pasha (?-1621), Beylerbey di Buda; sposò nel 1626, Hafız Ahmed Pascià (1564-1632), Gran visir: con discendenza; sposò nel 1635 Murtaza Pasha, governatore generale di Diyarbakır e visir (?-1636); sposò nel 1639, Ahmed Pasha (?-1644), governatore generale di Aleppo e Damasco; sposò nel 1645 Voynuk Ahmed Pasha (?-1649), governatore generale di Adana, visir e capitano della flotta; sposò nel 1654 Ibşir Mustafa Pasha (?-1655), Gran visir
    1. Sultanzade Mustafa Bey (1628 - 1670)
    2. Sultanzade Fülan Bey

  5. Gevherhan Sultan (1608-1660), figlia di Kösem Sultan - sposò nel 1612 Öküz Kara Mehmed Pascià (1557-1621), Gran visir e Beilerbei d'Egitto: con discendenza; sposò nel 1624 Topal Recep Pascià (?-1632), Gran visir: con discendenza;
    1. (I) Sultanzade (Fülan) Bey (1621/1622 - ?). Morì infante.
    2. (II) Safiye Hanımsultan (1630-1682). Sposò il Gran Visir Abaza Siyavush Pascià I.

  6. Hatice Sultan (1608-1610)
  7. Şehzade Orhan (1609-1612), probabilmente figlio di Kösem Sultan
  8. Hanzade Sultan (1609-1650), figlia di Kösem Sultan - sposò nel 1623 Ladliki Bayram Pascià (?-1638), Gran visir e Beilerbei d'Egitto: con discendenza; sposò nel 1639 Nakkaş Mustafa Pasha (?-?)
  9. Şehzade Cihangir (1609)
  10. Şehzade Selim (1611), probabilmente figlio di Kösem Sultan
  11. Murad IV (1612-1640), figlio di Kösem Sultan - sultano dell'Impero ottomano dal 1623 al 1640 - Ebbe numerose concubine e solo alcune sono note: Ayse Sultan (?-1680), prima Haseki ed unica confermata; Şemsişah Sultan, secondo fonti sua seconda Haseki; Sanavber Hatun; Şemsperi Hatun; Emirgün Hatun; Rosana Sultan;
    1. Şehzade Ahmed (1627-?)
    2. Fulane Sultan (1627-?) - sposò Tüccarzade Mustafa Paşa nel 1640.
    3. Gevherhan Sultan (1630 - ?) sposò Haseki Mehmed Pasha.
    4. Hanzade Sultan (1631 - dopo il 1675) - sposò Nakkaş Mustafa Pasha (?-1657)
    5. Şehzade (Fülan) (1631)
    6. Fatma Sultan
    7. Ismihan Sultan (1632)
    8. Rabia Sultan
    9. Şehzade Süleyman (1632)
    10. Ayse Sultan - sposò Malatuk Suleyman Pasha prima del 1655
    11. Kaya Ismihan Sultan (1633-1658) - sposò Melek Ahmed Pascià (1604-1662) nel 1604: 
      1. Afife Fatma Hanimsultan (1652-1727) - sposò Suleyman Pasha
      2. Sultanzade Abdullah Bey (1655), nato prematuro
      3. una figlia (1658);

    12. Şehzade Mehmed (1633-?)
    13. Hafsa Sultan
    14. Bedia Sultan
    15. Şehzade (Fülan) (1634).
    16. Şehzade (Fülan) (1634)
    17. Safiye Sultan (1634-dopo il 1680) - sposò Sarı Abaza Hüseyin Paşah nel 1659:
      1. Sultanzade Abubekr Bey
      2. Sultanzade Mehmed Remzi Paşah (? -  1719),
      3. Sultanzade Abdullah Bey (nato morto, dopo il 1680),
      4. Rukiye Hanımsultan (1680 - gennaio 1697)

    18. Şehzade Alaeddin (1635-1637)
    19. Şehzade (Fülan) (1638-?). probabilmente figlio di Ayşe Sultan
    20. Şehzade Abdülhamid (?-?)
    21. Rukiye Sultan (1640-1696/1703) - sposò Seytan Melek Ibrahim Pasha (?-1685): 
      1. Fatma Hanımsultan (1677 - 1727)
      2. Ayşe Hanımsultan (1680 - 1717)

    22. Şehzade Selim (?-?)
    23. Şehzade Orhan (?-?)
    24. Esma Sultan
    25. Şehzade Numan (?-?)
    26. Şehzade Hasan (?-?)
    27. Şehzade Mahmud (?-?)
    28. Şehzade Osman (?-?)

  12. Esma Sultan (1612)
  13. Şehzade Hasan (1612-1615)
  14. Şehzade Bayezid (1612-1635)
  15. Şehzade Selim (1613-1635), probabilmente figlio di Kösem Sultan
  16. Zahide Sultan (1613-1620)
  17. Şehzade Suleyman (1613-1635)
  18. Şehzade Huseyin (1614-1617)
  19. Şehzade Kasim (1614-1638), figlio di Kösem Sultan
  20. Burnaz Atike Sultan (1614/16-1674), probabilmente figlia di Kösem Sultan - sposò nel 1633, Musahıp Cafer Pasha (?-1647); sposò nel 1648, Koca Kenan Pasha (?-1652); sposò nel 1652, Doğancı Yusuf Pasha (?-1670), Gran visir e governatore di  Temeșvar
  21. Ibrahim I (1615-1648), figlio di Kösem Sultan - sultano dell'Impero ottomano dal 1640 al 1648. Ebbe almeno otto Haseki Sultan, più un numero sconosciuto di concubine: Turhan Sultan (1627-1683), BasHaseki (prima Haseki), Valide Sultan e reggente dell'Impero dal 1651 al 1660; Saliha Dilaşub Sultan (1625-1689), seconda Haseki e Valide Sultan; Muazzez Sultan (1627-1687), terza Haseki; Ayse Sultan, quarta Haseki; Mahienver Sultan, quinta Haseki; Saçbagli Sultan, sesta Haseki; Şivekar Sultan, settima Haseki (?-1647 o 1693); Hümaşah Sultan (1630-1676), ottava Haseki e moglie legale; Zafire Hatun, concubina; Hubyar Hatun, concubina che venne poi liberata e data in sposa a Ibrahim Aga; Şekerpare Hatun (?-dopo il 1648), prima concubina e poi tesoriera, dama di corte e governante dell'harem; Sakizula Hatun, concubina;
    1. Şehzade (nome sconosciuto) (prima del 1640-?), figlio di Zafire Hatun;
    2. Safiye Sultan (1640-?), probabilmente figlia di Saliha Dilaşub Sultan - sposò Baki Bey, figlio del gran visir Hezarpare Ahmed Pascià
    3. Mehmed IV (1642-1693), figlio di Turhan Sultan - sultano dell'Impero ottomano dal 1648 al 1687 - discendenti vedi sotto: Da Mehmed IV ad Abdülmecid I e Abdul Aziz
    4. Solimano II (1642-1691), figlio di Saliha Dilaşub Sultan - sultano dell'Impero ottomano dal 1687 al 1691. Ebbe sei consorti note: Hatice Kadin "BasKadin" (prima consorte); Behzad Katin; Süğlün Kadın; Şehsuvar Kadın; Zeyneb Kadın; İvaz Kadın; senza discendenti
    5. Fatma Sultan (1642-1657), probabilmente figlia di Turhan Sultan - sposò nel 1645 Musahip Silahdar Yusuf Pascià (?-1646) - sposò poco dopo Musahib Fazli Pasha, divorziando poco dopo;
    6. Gevherhan Sultan (1642-1694), probabilmente figlia di Muazzez Sultan - sposò nel 1646, Cafer Pasha (?-1642); sposò nel 1647 o nel 1653 Çavuşzade Mehmed Pasha, visir e capitano della flotta; sposò nel 1692 Helvaci Yusuf Pasha (?-1714)
    7. Ahmed II (1643-1695), figlio di Muazzez Sultan - sultano dell'Impero ottomano dal 1691 al 1695 . Ebbe due consorti note: Rabia Sultan, ultima Haseki Sultan dell'Impero ottomano (1674-1712); Sayeste Hatun (?-1710), sua seconda concubina
      1. Şehzade Ibrahim (1692-1714), figlio di Rabia Sultan, gemello di Selim; principe ereditario dal 1703 alla sua morte;
      2. Şehzade  Selim (1692-1693), figlio di Rabia Sultan, gemello di Ibrahim
      3. Asiye Sultan (1694-1695), figlia di Rabia Sultan
      4. Atike Sultan (1694-?), figlia di Sayeste Hatun
      5. Hatice Sultan (?-?)

    8. Şehzade Murad (1643-1644)
    9. Şehzade Selim (1644-1669)
    10. Şehzade Osman (1644-1646)
    11. Beyhan Sultan (1645-1700), probabilmente figlia di Turhan Sultan - sposò nel 1646 Kucuk Hasan Pasha; sposò nel 1647 il Gran visir Hezarpare Ahmed Pascià (?-1648); sposò Uzun Ibrahim Pasha (?-1683); sposò nel 1689, Biyikli Mustafa Pasha (?-1699)
    12. Şehzade Bayezid (1646-1647)
    13. Ayse Sultan (1646-1675) - sposò Ibsir Mustafa Pasha nel 1655 (?-1655); sposò Defterdar Ibrahim Pasha, governatore de Il Cairo (?-1664); sposò Sultanzade Canbulazdade Huseyn Pasha, figlio di sua zia Fatma Sultan
    14. Şehzade Cihangir (1646-1648), figlio di Şivekar Sultan
    15. Şehzade Orhan (1648-1650), figlio di Hümaşah Sultan
    16. Atike Sultan (? - 1665) probabilmente figlia di Turhan Sultan - sposò nel 1648 Sarı Kenan Pasha (?-1659); sposò nel 1659 Boşnak İsmail Pasha (?-1664), sposò nel 1665 Hadim Mehmed Pasha, Gran visir
    17. Kaya Sultan (?-?) - sposò Haydarağazade Mehmed Paşa nel 1649 (?-1661)
    18. Ümmügülsüm Sultan (?- 1654) - sposò nel 1653 Abaza Ahmed Pasha (?-1656)
    19. Bican Sultan (?-?) - sposò Cerrah Kasım Paşah, nel 1666.

  22. Zeynep Sultan (1617-1619)
  23. Abide Sultan (1618-1648) che sposò nel 1642 Koca Musa Pasha.

### Da Mehmed IV ad Abdülmecid I e Abdul Aziz
1. Mehmed IV (1642-1693), figlio di Ibrahim I e Rabia Sultan, sultano dell'Impero ottomano dal 1648 al 1687. Ebbe una Haseki e diverse concubine, tra le più note: Gülnuş Sultan (1642-1715), sua Haseki Sultan e Valide Sultan; Afife Hatun, seconda favorita e poetessa; Gulnar Hatun; Nevruz Hatun; Gunes Hatun; Gulbeyaz Hatun; Hatice Hatun; Cihanşah Hatun; Dürriye Hatun; Kaniye Hatun; Rukiye Hatun; Siyavuş Hatun; Rabia Hatun
  1. Hatice Sultan (1660-1743), figlia di Gülnuş Sultan -  sposò nel 1675 Kuloğlu Musahip Mustafa Pasha, ammiraglio della flotta (?-1686): con discendenza; sposò in seconde nozze, nel 1691 Moralı Enişte Hasan Pasha (?-1713), governatore d'Egitto e poi Gran visir: con discendenza
    1. (I) Sultanzade Mehmed Bey (1675 - ?)
    2. (I) Sultanzade Hasan Bey (1677 - 1684)
    3. (I) Sultanzade Çamur Vasif Bey (? - ?)
    4. (I) Sultanzade Abbas Ali Bey (? - ?)
    5. (I) Sultanzade Abdüllah Bey (? - ?)
    6. (II) Ayşe Rukiye Hanımsultan (dopo il 1691 - 1717)

  2. Mustafa II (1664-1703), figlio di Gülnuş Sultan, sultano dell'Impero ottomano dal 1695 al 1703 - vedi discendenza di Mustafa II
  3. una figlia (1668-?) - sposò Kasim Mustafa Pasha nel 1687, governatore d'Egitto
  4. Ayse Sultan (1673-1676), figlia di Gülnuş Sultan
  5. Ahmed III (1673-1736), figlio di Gülnuş Sultan - sultano dell'Impero ottomano dal 1703 al 1730 - Ebbe ventuno consorti, fra le più note: Emetullah Kadın (?-1740) BaşKadin (prima consorte) e sua prima concubina; Emine Mihrişah Kadin (?-1732); Rabia Şermi Kadin (?-1732);  Ayşe Mihri Behri Kadın, tesoriera dell'harem; Hatem Kadın (?-1772); Emine Musli Kadin (?-1750); Rukiye Kadın (?-1738); Fatma Humasah Kadın (?-1732); Gulnes Kadın (?-prima del 1730); Hurrem Kadın (?-prima del 1730); Meyli Kadın (?-1730); Hatice Kadın (?-1722); Nafize Kadın (?-1764); Nejat Kadın (?-1730); Sadık Kadın (?-1730); Hüsnüşah Kadın (?-1733); Şahin Kadın (?-1732); Ümmügülsüm Kadın (?-1768); Zeyneb Kadın (?-1757); Hanife Kadın (?-1750); Şayeste Hanim, başIkbal (?-1722)
    1. Hatice Sultan (1701-1707)
    2. Ayse Sultan (?-1706)
    3. Fatma Sultan (1704-1733), figlia di Emetullah Kadin - sposò nel 1709, matrimonio mai consumato, Silahdar Damat Ali Pascià (1667-1716), visir, Kaymakam e Gran Visir; sposò nel 1717 (matrimonio consumato nel 1718), Nevşehirli Damat İbrahim Pascià (1666-1730), Gran visir: con discendenza;Şehzade Mehmed (1705-1706)
    4. (II) Sultanzade Mehmed Paşah (1718? - 1778)
    5. Sultanzade Genç Mehmed Bey (marzo 1723 - 1737)
    6. Fatma Hanımsultan (? - 1765)
      1. Mehmed Bey, che sposò sua cugina Hatice Hanımsultan, figlia di Saliha Sultan.

    7. Heybetullah Hanımsultan (? - 1774)
    8. Şehzade Isa (1706)
    9. Mihrimah Sultan (1706-?), morì neonata
    10. Şehzade Ali (1706).
    11. Şehzade Selim (1706-1708)
    12. Rukiye Sultan (1707)
    13. Şehzade Murad (1707).
    14. Şehzade Murad (1708)
    15. Ummugulsum Sultan (1708-1732), gemella di Zeynep Sultan - sposò nel 1724 Genç Nevşehirli Ali Pasha, nipote di Nevşehirli Damat İbrahim Pascià, Gran Visir e marito della sua sorellastra Fatma Sultan: con discendenza;
      1. Sultanzade Mustafa Bey
      2. Sultanzade Mehmed Bey
      3. Sultanzade Hafız Bey
      4. Sultanzade Hacı Bey
      5. Fülane Hanımsultan

    16. Zeynep Sultan (1708), gemella di Ummugulsum Sultan
    17. Şehzade Abdülmecid (1709-1710), gemello di Şehzade Abdülmelek.
    18. Şehzade Abdülmelek (1709-1711) gemello di Şehzade Abdülmecid
    19. Zeynep Sultan (1710)
    20. Hatice Sultan (1710)
    21. Hatice Sultan (1710-1738), figlia di Rukiye Kadin - sposò nel 1724, Hafiz Ahmed Pasha, governatore (?-1730); sposò Halil Ağa: con discendenza;
      1. (II) Sultanzade Süleyman Izzi Efendi

    22. Şehzade Süleyman (1710-1732) - figlio di Mihrişah Kadin
    23. Emine Sultan (1711-1720)
    24. Atike Sultan (1712-1737) - sposò nel 1724,Nevşehirli Mehmed Pasha, governatore di Salonicco e poi di Hüdavendigar: con discendenza;
    25. Şehzade Mehmed (1712-1713)
    26. Rukiye Sultan (1713-1715)
    27. Zeynep Sultan (1714-1774) - sposò nel 1728, Küçük Sinek Mustafa Pasha (?-1764), nipote del Gran Visir Nevşehirli İbrahim Pasha: con discendenza; sposò nel 1765, Damat Melek Mehmed Pascià (1719-1802), Kapudan della flotta e poi Gran Visir nel 1792
      1. Sultanzade Yusuf Bey (1732-1765)

    28. Saliha Sultan (1715-1778), figlia di Hatem Kadin, gemella di Sehzade Selim - sposò nel 1728 Sari Mustafa Pasha (?-1731), figlio di Gazi Hüseyin Pasha: con discendenza; sposò nel 1740 Sarhoş Ali Pasha, figlio di Abdi Pasha (?-1744); sposò nel 1745 Hatibzade Yahya Pasha (?-1755); sposò nel 1758 Koca Mehmed Ragıp Pascià (1698-1763); sposò nel 1764, Turşu Mehmed Pasha (?-1770); Visir e in precedenza Ağa dei giannizzeri e Kapudan della flotta: con discendenza;
      1. Sultanzade Ahmed Bey (1729-1736)
      2. Fatma Hanimsultan (?-?) - sposò nel 1748 Ibrahim Bey
      3. Ayşe Hanimsultan (? - 1754)
      4. Emine Hanimsultan (? - 1783)
      5. Hatice Hanimsultan (? - ?) - sposò suo cugino Mehmed Bey, figlio di Fatma Hanimsultan, figlia di Fatma Sultan.

    29. Şehzade Selim (1715-1718) - figlia di Hatem Kadın, gemella di Saliha Sultan
    30. Ayse Sultan (1715-1775), figlia di Musli Kadin - sposò nel 1728 (consumato nel 1733) Silahdar Kunduracızade Istanbullu Mehmed Pasha (?-1738); sposò nel 1740 (consumato nel 1742), Gül Ratıb Hatip Ahmed Pasha (?-1748), figlio del Gran Visir Topal Osman Pascià: con discendenza; sposò nel 1758, Silahdar Mehmed Pasha, governatore di Tirhala, al Palazzo Hekimbaşı
      1. (II) Rukiye Hanımsultan (1744 - 1780) - sposò Lalazade Nuri Bey.

    31. Şehzade Mehmed (1717-1756) - figlia di Rukiye Kadın
    32. Mustafa III (1717-1774) - figlio di Mihrişah Kadin - sultano dell'Impero ottomano dal 1757 al 1774 - discendenti: vedi sotto: Discendenti di Mustafa III
    33. Ferdane Sultan (?-1718)
    34. Şehzade Bayezid (1717-1771) - figlio di Mihrişah Kadin
    35. Reyhane Sultan (1718-1729)
    36. Ummuseleme Sultan (?-1718)
    37. Rabia Sultan (1719-prima del 1727)
    38. Şehzade Abdüllah (1719)
    39. Emetullah Sultan (1719-1723)
    40. Şehzade Ibrahim (1720-1721)
    41. Rukiye Sultan (?-1720)
    42. Beyhan Sultan (?-1720)
    43. Şehzade Numan (1723-1763)
    44. Emetullah Sultan (1723-1724)
    45. Emine Sultan
    46. Nafize Sultan
    47. Ummuselene Sultan (1724-1732)
    48. Abdül Hamid I (1725-1789) - figlio di Rabia Şermi Kadin - sultano dell'Impero ottomano dal 1774 al 1789.  Ebbe undici consorti note: Ayse Kadin, (?-1775) BasKadin (prima consorte), fino alla sua morte; Hace Hatice Ruhsah Kadın (?-1808), Baskadin dopo la morte di Ayse; Binnaz Kadın (1743-1823), dopo la morte di Abdulhamid sposò Çayırzade İbrahim Ağa; Nevres Kadın (?-1797), che prima di diventare una consorte era la tesoriera dell'harem; Ayse Sineperver Kadın (?-1828), Valide Sultan; Mehtabe Kadın (?-1807), prima una kalfa dell'harem; Muteber Kadın (?-1837); Fatma Şebsefa Kadın (?-1805); Nakşidil Sultan (?-1817); Hümaşah Kadın (?-1778); Dilpezir Kadın (?-1809); Mislinayab Kadın; Mihriban Kadın (?-1812); Nükhetseza Hanım. BaşIkbal (?-1851)
      1. Ayşe Athermekek Dürrüşehvar Hanim (1767-1826), con concubina sconosciuta - sposò nel 1784 Nişancı Ahmed Nazif Efendi (?-1789): con discendenza;
      2. Şehzade Abdullah (1776)
      3. Hatice Sultan (1776)
      4. Şehzade Mehmed (1776-1781), figlio di Humasah Kadin
      5. Şehzade Ahmed (1776-1778), figlio di Ayşe Sineperver Kadin
      6. Ayse Sultan (1777)
      7. Şehzade Abdurrahman (1777)
      8. Şehzade Suleyman (1778-1786), figlio di Muteber Kadin
      9. Esma Sultan (1778-1848), figlia di Ayşe Sineperver Kadin - sposò nel 1792 Küçük Hüseyin Pascià (1757-1803),  Kapudan della flotta ottomana: adottarono due bambine;
      10. Şehzade Ahmed (1779-1780)
      11. Meleksah Sultan (1779-1780)
      12. Şehzade Abdulaziz (1779), figlio di Ruhsah Kadin
      13. Mustafa IV (1779-1808), figlio di Ayşe Sineperver Kadin, sultano dell'Impero ottomano dal 1807 al 1808 - Ebbe quattro consorti: Şevkinür Kadın, BaşKadin (prima consorte). (?-1812); Peykidil Kadın (?-1808; Dilpezir Kadın (?-1809); Seyare Kadın (?-1817)
        1. Şehzade Ahmed (1808-1809)
        2. Emine Sultan (1809

      14. Rabia Sultan (1780)
      15. Aynisah Sultan (1780)
      16. Meleksah Sultan (1781)
      17. Rabia Sultan (1781-1782)
      18. Şehzade Mehmed Nustet (1782-1785), figlio di Fatma Şebisafa Kadin
      19. Fatma Sultan (1782-1786), figlia di Ayşe Sineperver Kadin
      20. Şehzade Seyfullah Murad (1783-1785), figlio di Nakşidil Sultan
      21. Hatice Sultan (1784)
      22. Alemsah Sultan (1784-1786), figlia di Fatma Şebisafa Kadin
      23. Mahmud II (1785-1839), figlio di Nakşidil Sultan - sultano dell'Impero ottomano dal 1809 al 1839. Ebbe almeno diciotto consorti: Fatma Kadın (?-1809), BaşKadin per un anno prima della sua morte; Alicenab Kadın (?-prima del 1839), BaşKadin dopo la morte di Fatma; Haciye Pertevpiyale Kadin (1793-1855), Baskadin alla morte di Alicenab; Dilseza Kadin (?-1816), seconda Kadin; Mislinayab Kadin (?-prima del 1825), seconda Kadin; Kameri Kadin (?-prima del 1825), seconda Kadin; Ebrirefar Kadin (?-prima del 1825), seconda Kadin; Bezmialem Sultan (1807-1853), prima di diventare una consorte, lavorava nell'hamam del palazzo - terza Kadin e poi seconda Kadin dal 1832 - Valide Sultan; Aşubcan Kadın (1793-1870), quinta Kadin nel 1811 e poi seconda; Vuslat Kadin (?-1831); Zernigar Kadın (?-1830), quarta Ikbal nel 1826, poi settima e poi terza Kadın; Nurtab Kadın (1810-1886), quarta Kadın; Haciye Hoşyar Kadin (?-1859), terza e poi seconda Kadın; Pervizfekek Kadın (?-1863), sesta Kadın nel 1824; Pertevniyal Kadin (1812-1883), Valide Sultan, seconda Ikbal e poi quinta Kadın; Husnimelek Hanim (1807/12-1867), BasIkbal (prima Ikbal), dopo la morte di Mahmud divenne l'insegnante di danza dell'harem; Tiryal Hanim (1810-1883), terza Ikbal; Lebrizfelek Hanim (1810-1865), quarta Ikbal
        1. Fatma Sultan (1809), figlia di Nevfidan Kadin
        2. Ayse Sultan (1809-1810), figlia di Aşubcan Kadın;
        3. Fatma Sultan (1810-1825), figlia di Nevifan Kadin;
        4. Şehzade Murad (1811-1812)
        5. Saliha Sultan (1811-1843), figlia di Aşubcan Kadın - sposò nel 1834 Damat Gürcü Halil Rifat Pascià (1795-1856), ammiraglio della flotta navale: 
          1. Sultanzade Abdulhamid Bey (1835-1837)
          2. Sultanzade Cavid Bey Efendi (1837-?)
          3. Ayse Sidika Hanimsultan (1841-1886) - sposò Server Pasha
            1. Ayse Hanim
            2. Azize Hanim - sposò Hariciyeci Suad Bey
              1. Ziya Songülen (1886-1936), fondatore e primo presidente del Fenerbahçe Spor Kulübü - sposò Erna Valetin Meyer, Esma Songulen dopo la cittadinanza turca
                1. Azize Celikbas
                2. Guzel Halit
                3. Asim Server Songulen

              2. Mahmud Bey
              3. Fehire Hanim - sposò Faik Pasha (1876-1916), generale dell'esercito ottomano

            3. Fatma Hanim - sposò Fehmi Bey
              1. Halil Bey
              2. Belkis Hanim

        6. Şehzade Bayezid (1812), figlio di Dilseza Kadin;
        7. Sah Sultan (1812-1814), figlia di Aşubcan Kadın
        8. Mihrimah Sultan (1812-1838), figlia di Hoşyar Kadin - sposò nel 1836 Mehmed Seyyd Said Pasha:
          1. Sultanzade Mehmed Abdullah Bey (1838)

        9. Şehzade Abdulhamid (1813-1825), figlio di Alicenab Kadin;
        10. Şehzade Osman (1813-1814), figlio di Nevfidan Kadin, sorella gemella di Emine Sultan
        11. Emine Sultan (1813-1814) - figlia di Nevfidan Kadin, sorella gemella di Şehzade Osman
        12. Şehzade Ahmed (1814-1815)
        13. Sah Sultan (1814-1817)
        14. Şehzade Mehmed (1814), figlio di Dilseza Kadin
        15. Emine Sultan (1815-1816), figlia di Nevfidan Kadin
        16. Zeynep Sultan (1815-1816), figlia di Hosyar Kadin
        17. Şehzade Mehmed (1816)
        18. Hamide Sultan (1817)
        19. Şehzade Suleyman (1817-1819)
        20. Cemile Sultan (1818)
        21. Şehzade Ahmed (1819)
        22. Şehzade Ahmed (1819-1820)
        23. Şehzade Abdullah (1820)
        24. Şehzade Mehmed (1822)
        25. Şehzade Ahmed (1822-1823)
        26. Abdülmecid I (1823-1861), figlia di Bezmialem Kadin, sultano dell'Impero ottomano dal 1839 al 1861 - vedi discendenti di Abdulmecid I
        27. Şehzade Ahmed (1823-1824)
        28. Atiye Sultan (1824-1850), figlia di Pervizfelek Kadin - sposò nel 1840 Ahmed Fethi Pasha (1801-1859): 
          1. Seniye Hanimsultan (1843-1913) - sposò nel 1860 Hüseyin Hüsnü Pasha
            1. Abdulkermir Pasha
              1. Fehire Hanim
              2. Radiye Hanim

          2. Feride Hanimsultan (1847-1920) - sposò nel 1868 Mahmud Nedim Pasha
            1. Mehmed Saib Bey (1869-1871)

        29. Munire Sultan (1825)
        30. Hatice Siltan (1825-1842), figlia di Pervizfelek Kadin;
        31. Adile Sultan (1826-1899), figlia di Zernigar Kadin - sposò nel 1845 Damat Mehmed Ali Pascià (1813-1868):
          1. Hayriye Hanimsultan (1846-1869). Si sposò una volta ed ebbe due figli e una figlia, tutti morti infanti.
          2. Sidika Hanımsultan (? - ?)
          3. Sultanzade Ismail Bey (? - ?)
          4. Aliye Hanımsultan (? - ?).

        32. Şehzade Abdulhamid (1827-1829)
        33. Fatma Sultan (1828-1839)
        34. Abdul Aziz (1830-1876), figlia di Pertevniyal Kadin, sultano dell'Impero ottomano dal 1861 al 1876 - vedi discendenti di Abdul Aziz
        35. Hayriye Sultan (1831-1833)
        36. Şehzade Nizameddin (1833-1838),

      24. Saliha Sultan (1786-1788), figlia di Nakşidil Sultan
      25. Emine Sultan (1788-1791), figlia di Fatma Şebisafa Kadin
      26. Zekiye Sultan (?-1788)
      27. Hibetullah Sultan (1789-1841), sposò nel 1803, Sultanzade Alaeddin Pasha (1789-1812), figlio di Hatice Sultan (figlia di Mustafa III)

    49. Naile Sultan (1725-1727)
    50. Esma Sultan (1726-1778), figlia di Hanife Kadin o Zeyneb Kadin - sposò nel 1743, Silâhdâr Yakub Paşah (?-1744); sposò nel 1744, Yusuf Piri Mustafâ Paşah (?-1751),  governatore di Adana; sposò nel 1758 Muhsinzade Mehmed Pascià (1704-1774), che fu due volte Gran Visir: con discendenza;
      1. Zeynep Hanimsultan (1759-?)

    51. Sabiha Sultan (1726)
    52. Şehzade Seyfeddin (1728-1732) - figlio di Mihrişah Kadin
    53. Zubeyde Sultan (1728-1756), figlia di Musli Kadin - sposò sposò nel 1748 Karaalizade Süleyman Pasha, beylerbey dell'Anatolia (?-1748); sposò nel 1749, Numan Pasha, che servì come ufficiale delle guardie imperiali, governatore di Salonicco e Kavala e Visir.
    54. Şehzade Mahmud (?-1756)
    55. Şehzade Hasan (? - ?)
    56. Ümmi Sultan (? - 1729)
    57. Ümmühabibe Sultan (? - 1730)
    58. Akile Sultan (? - 1737)
    59. Ümmi Sultan (1730 - 1742)

  6. Ummugulsum Sultan (1677-1720), figlia di Gülnuş Sultan - sposò nel 1693 Silahdar Cerkes Osman Pasha (?-1727), governatore di Sidone e di Damasco: con discendenza;
    1. Mihrişah Hanımsultan (? - 1701)
    2. Hatice Hanımsultan (? - 1698)
    3. Fatma Hanımsultan (? - ?)

  7. Şehzade Bayezid (1678-1679)
  8. Fatma Emetullah Sultan (1679-1700), figlia di Gülnuş Sultan - sposò nel 1695 Çerkes Ibrahim Pasha (?-1697): con discendenza; sposò nel 1697 Topal Yusuf Pasha (?-1700): con discendenza;
    1. (I) Rukiye Hanimsultan (1696-1720) - sposò Sirke Osman Pasha
    2. (II) Safiye Hanimsultan (1670-1711)

  9. Şehzade Suleyman (1681-prima del 1691)
  10. una figlia (?-?), presumibilmente figlia di Gulbeyaz Hatun
  11. Gevherhan Sultan (?-?)

#### Discendenza di Abdülmecid I
1. Abdülmecid I (1823-1861), figlio di Mahmud II e Bezmialem Sultan - sultano dell'Impero ottomano dal 1839 al 1861. Ebbe almeno ventisei consorti, e due moglie legali: Servetseza Kadin (1823-1878), Baskadin (prima consorte); Hosyar Kadin (1825-1849), seconda Kadin; Şevkefza Sultan (1820-1889), seconda Kadin dopo la morte di Hosyar - Valide Sultan; Tirimujgan Kadin (1819-1852), terza Kadin; Verdicenan Kadin (1825-1889); Gülcemal Kadin (1826-1851), quarta Kadin; Şayan Kadin (1829-1860), quarta Kadin dopo la morte di Gulcemal; Gülistu Kadin (1830-1861), quarta Kadin dopo la morte di Sayan; Rahime Perestu Sultan (1830-1906), prima moglie legale - quarta Kadin dopo la morte di Gulistu; Bezmiara Kadin (?-1909), quinta Kadin e seconda moglie legale - divorziò dal sultano e si risposò; Mahitab Kadin (1830-1888), quinta Kadin; Düzdidil Hanim (1826-1845), Basikbal e poi terza Kadin; Nükhetseza Hanim (1841-1889), Baskibal dal 1845; Zeynifelek Hanim (1824-1842), seconda Ikbal; Nesrin Hanim (1826-1853), seconda Baskibal dal 1842; Ceylanyar Hanim (1830-1855), seconda Basikbal dal 1853; Serfiraz Hanim (1837-1905), seconda Ikbal dal 1855; Nalandil Hanim (1823-1865), terza Ikbal o Basikbal; Navekimisal Hanim (1827-1854), quarta Ikbal; Nergizev Hanim (1830-1848 o 1858); Şayeste Hanim (1838-1912); Cesmiferah Hanim; Husnicenan Hanim (1818-1843), una delle sue prime concubine; Safderun Hanim (1845-1893); Yildiz Hanim (1842-1880)
  1. Mevhibe Sultan (1840-1841), figlia di Hosyar Kadin;
  2. Murad V (1840-1904), figlio di Şevkefza Kadin, sultano dell'Impero ottomano - discendenti vedi sotto: Discendenti di Murad V
  3. Naime Sultan (1840-1843), figlia di Tirimujgan Kadin;
  4. Fatma Sultan (1840-1884), figlia di Gülcemal Kadin - sposò nel 1854 Ali Galib Pasha (?-1859): con discendenza; sposò nel 1859 Mehmed Nuri Pasha (?-1881): 
    1. (I) Cemile Hanimsultan (1855)
    2. (II) Sultanzade Mehmed Fuad Bey (1861-1864)
    3. (II) Emine Lutfiye Hanimsultan (1863-1865)

  5. Behiye Sultan (1841-1847), figlia di Zeynifelek Hanim
  6. Neyire Sultan (1841-1844), figlia di Düzdidil Hanim, gemella di Munire Sultan
  7. Munire Sultan (1841), figlia di Düzdidil Hanim, gemella di Neyire Sultan;
  8. Aliye Sultan (1842), figlia di Nükhetseza Hanim
  9. Hatice Sultan (1842), figlia di Gülcemal Kadin, gemella di Refia Sultan
  10. Refia Sultan (1842-1880), figlia di Gülcemal Kadin, gemella di Hatice Sultan; sposò nel 1857 Mahmud Edhem Pasha: 
    1. una figlia morta poco dopo la nascita

  11. Şehzade Mehmed Ziyaeddin (1842-1845), figlio di Nesrin Hanim
  12. Abdul Hamid II (1842-1918), figlio di Tirimujgan Kadin, sultano dell'Impero ottomano - discendenti vedi sotto: Discendenti di Abdul Hamid II
  13. Ayile Sultan (1842-1845), figlia di Şevkefza Sultan
  14. Cemile Sultan (1843-1915), figlia di Düzdidil Hanim - sposò nel 1858 Mahmud Celaeddin Pasha (?-1884): 
    1. Fethiye Hanimsultan (1859-1887) - sposò il colonnello Hayri Bey nel gennaio del 1887, morendo due mesi dopo;
    2. Sultanzade Besim Bey (1860-1862)
    3. Sultanzade Mehmed Mahmud Celaleddin Bey (1864-1916), gemello di Mehmed Sakib Bey; ebbe due consorti: Visalinur Hanim; Hayriye Hanim (?-1934)
      1. (I) Ziyaeddin Bey
      2. (I) Mevhibe Hanim
      3. (II) Munire Hanim;

    4. Sultanzade Mehmed Sakib (1864-1897), fratello gemello di Mehmed Mahmud Celaleddin Bey; Ebbe due consorti: Vicdan Hanim (?-1938); Dilbeste Hanim
      1. (I) Sehime Hanim (?-1915)
      2. (II) Emine Hanim (?-1926)

    5. Ayse Sidika Hanimsultan (1875-1938) - sposò nel 1981 Haci Bey Efendi,  figlio del capo di stato maggiore Ferik Edhem Pasha, divorziando; sposò nel 1900 Ali Fuad Ürfi Pasha, figlio dell'ambasciatore ottomano in Austria, Ali Pasha, e nipote di Gürcü Halil Rifat Paşah, marito di Saliha Sultan, zia di Cemile Sultan, e suocero di Seniha Sultan, sorellastra di Cemile Sultan
      1. Kerime Hanim
      2. Naime Hanim

    6. Fatma Hanımsultan (1879 - 1890)

  15. Mehmed V (1844-1918), figlio di Gülcemal Kadin, sultano dell'Impero ottomano - discendenti vedi sotto: Discendenti di Mehmed V
  16. Münire Sultan (1844-1862), figlia di Verdicenan Kadin - sposò nel 1857 Ibrahim Ilhami Pasha (1836-1860); sposò nel 1861 Ferik Ibrahim Pasha, tenente generale dell'esercito ottomano: 
    1. Sultanzade Alaeddin Bey ( 1861 - 1915)

  17. Samiye Sultan (1845), figlia di Düzdidil Hanim
  18. Şehzade Ahmed (1846), figlio di Nükhetseza Hanim
  19. Fatma Nazime Sultan (1847), figlia di Nükhetseza Hanim
  20. Sabiha Sultan (1848-1849), figlia di Mahitab Kadin
  21. Şehzade Mehmed Abid (1848), figlio di Tirimujgan Kadin
  22. Şehzade Mehmed Fuad (1848), figlio di Nergizev Hanim
  23. Şehzade Ahmed Kemaleddin (1848-1905), figlio di Verdicenan Kadin - sposò nel 1876 Fatma Sezadil Hamin (1856-1943)
    1. Atiyetullah Sultan (1877-1878)
    2. Münire Sultan (1880-1939) - sposò nel 1907 Mehmed Salih Pasha (?-1913): 
      1. Sultanzade Ahmed Kemaleddin Bey, dal 1934 Ahmed Kemaleddin Keredin (1908 - 1987) - sposò Mihriban nel 1962, da cui ha avuto due figli;

  24. Behice Sultan (1858-1876), figlia di Nesrin Hanim - sposò nel 1876 Halil Hamid Pasha, morendo però due settimane dopo
  25. Şehzade Mehmed Burhaneddin (1849-1876), figlio di Nükhetseza Hanim. Ebbe tre consorti: Mestinaz Hanim (1851-1909), con cui si sposò nel 1872; Sadruh Hanim (?-1930), che sposò nel 1873 e Askidilber Hanim
    1. (I) Şehzade Ibrahim Tevfik (1874-1931) - sposò nel 1893 Fevziye Hanim (1876-1898); sposò nel 1894 Tesrid Hanim (1874-1945); sposò nel 1911 Emine Hanim (1880-1953), divorziando nel 1916; sposò nel 1919 Hatice Sadiye Hanim (1898-1986), divorziando; sposò nel 1927, Hayriye Hanim (1914-2001)
      1. (I) Arife Kadriye Sultan (1895-1933) - sposò nel 1913 Fenarizade Mehmed Rasid: 
        1. Melike Osman (1923-2007) - sposò Alfred Giraudy (1914-1998)
          1. Pierre Erol Giraudy-Osman (1949-); ha sposato in prime nozze, nel 1980, Marie Christine Mehouas (1956-), divorziando; ha sposato nel 1999 Martine Robert (1951-)
            1. Julien Cem Giraudy (1980-2019)
            2. Magali Melike Giraudy (1982-)

        2. Emire Osman (1927-2004) - sposò nel 1957, Joseph-René Chauval (1935-)
          1. Jean-Marc Vely Chauvel (1957-) - ha sposato nel 1983, Aline Kowalski (1957-)
            1. Delphine Marie Claire Roxane Chauvel (1984-)
            2. Coralie Estelle Emire Chauvel (1988-)

          2. Annick Kadriye Chauvel (1959-) - ha sposato nel 1987 Jean Pierre Ghiringhelli
            1. Roland Ghiringhelli (1988-)
            2. Gaetan Ghiringhelli (1990-)

          3. Franck Erol Chauvel (1961-)
            1. Anthony Daniel Giovanni Chauvel (1998-)

      2. (II) Fatma Zehra Sultan (1895-1965) - sposò nel 1917 Selmani Suleyman Alpan (1894-1945): 
        1. Biloun Alpan (1919-2019): ebbe una figlia
        2. Yavuz Alpan (1928-2020): ebbe una figlia

      3. (III) Rabia Nilufer Sultan (1912-1997) - sposò in prime nozze, nel 1931, Michel Mourad Kefeli (1893-1966): con discendenza; sposò nel 1950 Joseph Ciernoski (1902-1987)
        1. Yusuf Mecid Kefeli (1932-), ha due figlie entrambe sposate e con figli

      4. (III) Ayse Masume Fethiye Sultan (1916-1944) - sposò nel 1930 Rashid Shafiq Bey: 
        1. Nilufer Shafiq (1942-), sposata e senza figli;

      5. (IV) Sehzade Burhaneddin Cem (1920-2008) - sposò nel 1951 Irène Israeosseksky
        1. Nilufer Sultan Cem (1954-): con discendenza;
        2. Sehzade Selim Cem (1955-)

      6. (IV) Şehzade Bayezid Osman - Osman Bayezid Osmanoglu dal 1934 (1924-2017), capo della casa imperiale di Osman dal 2003 al 2017
      7. (V) Fevziye Sultan (1928-2014) - sposò nel 1951 Mehmed Huseyin Hayri (1924-)

    2. una figlia (1876-1890)

  26. Mukbile Sultan (1850), figlia di Bezmiara Kadin
  27. Şehzade Mehmed Vamik (1950), figlio di una concubina sconosciuta
  28. Şehzade Mehmed Bahaeddin (1850-1852), figlio di Nesrin Hanim, gemello di Şehzade Nizameddin
  29. Şehzade Nizameddin (1850-1852) - figlio di Nesrin Hanim, gemello di Şehzade Mehmed Bahaeddin
  30. Rukiye Sultan (1850), figlia di Gülcemal Kadin
  31. Seniha Sultan (1851-1931), figlia di Nalandil Hanim - sposò nel 1876 Asaf Mahmud Celaeddin Pasha (1853-1903):
    1. Sultanzade Mehmed Sabahaddin Bey (1879-1939) - sposò Tabinak Hanim, da cui divorziò nel 1961; sposò poco dopo Kamuran Hanim, sorella minore di Tabinak
      1. Fethiye Kendi Sabahaddin (1899-1986)

    2. Sultanzade Ahmed Lutfullah Bey (1880-1973); sposò Kamran Hanim; una seconda moglie, da cui ebbe un figlio, Nadi Bey

  32. Şehzade Ahmed Nureddin (1852-1884), figlio di Mahitab Kadin - sposò nel 1870 Nazli Emsal Hanim (1852-1871)
  33. Şehzade Mehmed Rusdi (1852), figlio di Ceylanyar Hanim
  34. Şehzade Osman Safiyeddin (1852-1855), figlio di Serfiraz Hanim
  35. Şehzade Abdullah (1853), figlio di Şayeste Hanim
  36. Şehzade Mehmed Abdulsamed (1853-1855), figlio di Nalandil Hanim
  37. Zekiye Sultan (1855-1856), figlia di Gülistu Kadin, gemella di Fehime Sultan
  38. Fehime Sultan (1855-1856), figlia di Gülistu Kadin, gemella di Zekiye Sultan
  39. Sehime Sultan (1855-1857), figlia di Nalandil Hanim
  40. Mediha Sultan (1856-1928), figlia di Gülistu Kadin - sposò nel 1879 Ahmed Necib Pasha (?-1885): con discendenza; sposò nel 1886 Avlonyalı Mehmed Ferid Pasha (1851-1923)
  41. Naile Sultan (1856-1882), figlia di Şayeste Hanim - sposò nel 1876 Kabasakal Çerkes Mehmed Pasha
  42. Bedihe Sultan (1857-1858), figlia di Serfiraz Hanim
  43. Atiyetullah Sultan (1858)
  44. Behiye Sultan (1860)
  45. Şehzade Selim Süleyman (1860-1909), figlio di Serfiraz Hanim - sposò nel 1885 Filisan Hanim (1869-1947); sposò nel 1886, Emine Cavidan Hanim (1872-?), figlia di Bezmiara Kadin, ex moglie di Abdülmecid I, divorziando poco dopo; sposò nel 1893 Fatma Ikbal Hanim (1871-1932); sposò nel 1895 Ayse Tarziter Hanim (1880-?); sposò nel 1899, Ayse Zatimelek Hanim, Ayse Zatimelek Tapsin dal 1934 (?-1941)
    1. (III) Şehzade Mehmed Abdülhalim (1894-1926) - sposò nel 1913 Samiye Hanim (1896-1947)
      1. Fatma Samire Sultan (1920-2000) - sposò Huseyn Shevki nel 1947;
        1. Necla Shevki (1951-)

      2. Sehzade Cengiz (1925-1950)

    2. (IV) Emine Naciye Sultan, nota anche come Naciye Enver (1896-1957) - sposò nel 1911 Ismail Enver (1881-1922): con discendenza; sposò nel 1923, Mehmed Kamil Kalligil, fratello minore di Ismail: 
      1. (I) Mahpeyker Hanimsultan, dal 1934, Maypeker Enver o Urgup, da sposata, (1917-2000) - sposò nel 1948 Fikret Urgup
        1. Hasan Urgup (1948-1989)

      2. (I) Türkan Hanimsultan, dal 1934, Turkan Enver, e da sposata Turkan Mayatepek (1919-1989) - sposò nel 1945 Huveyda Mayatepek (?-1973)
        1. Osman Mayatepek (1950-2016), che sposò nel 1991 Neshe Firtina
          1. Mihrisah Turkan Mayatepek (1992-)

      3. (I) Sultanzade Ali Bey, dal 1934 Ali Enver - Akoglu (1921-1971) - sposò nel 1948 Perizad Abidin, da cui divorziò nel 1964; sposò nel 1964 May Britt
        1. Arzu Enver Akoglu (1955-) - che ha sposato nel 1995 Burak Sadikoglu (1943-)
          1. Burak Sadikoglu

      4. (II) Rana Hanimsultan (1926-2008)

    3. (IV) Şehzade Mehmed Şerafeddin (1904-1966) - sposò nel 1923 (divorziando nel 1927), Hatice Şükriye Sultan (1906-1972), figlia di Şehzade Yusuf Izzeddin; sposò nel 1928 Semahet Hanim (1911-1973), divorziando nel 1956
      1. (II) Bezmialem Mucebbel (1929-1993) - sposò nel 1954 Ihlan Baransel (1924-1997): 
        1. Cengiz Baransel (1965-) che ha sposato Shenay Kuçuk (1960-)
          1. Kaan Baransel (1994-)

  46. Mehmed VI (1861-1926), figlio di Gülistu Kadin, sultano dell'Impero ottomano - discendenti vedi sotto: Discendenti di Mehmed VI

##### Discendenti di Murad V
1. Murad V (1840-1904), figlio di Abdülmecid I e di Şevkefza Kadin, sultano dell'Impero ottomano dal 30 maggio 1876 al 31 agosto 1876. Ebbe nove consorti: Elaru Mevhibe Kadin (1835-1936), BasKadin; Reftaridil Kadin (1838-1936), seconda Kadin; Şayan Kadin (1853-1945), terza Kadin; Meyliservet Kadin (1859-1891), quarta Kadin; Resan Hanim, Prima Ikbal; Gevherriz Hanim (1863-1940), seconda Ikbal; Nevdürr Hanim (1861-1927), terza Ikbal; Remzşinas Hanim (1864-dopo il 1934); Filizten Hanim (1862-1945), quinta Ikbal
  1. Şehzade Mehmed Selaheddin (1861-1925), figlio di Reftaridil Kadin - Ebbe sette consorti: sposò nel 1877 Dilara Dilaviz Hanim (?-1880); sposò nel 1878 Tevhide Zatigul Hanim (1864-1896); sposò nel 1879, divorziando nel 1882, Zeliha Vasficihan Hanim; sposò Gulter Hanim (1867-1895); sposò nel 1891 Jalefer Hanim (1872-1937; sposò infine Cemile Dilberistan Hanim, Cemile Hakgil dal 1934 (1880-1966)
    1. Ayse Beyhan Sultan (1878), figlia di Dilara Dilaviz Hanim
    2. Şehzade Mehmed Livaeddin (1880-1882), figlio di Zeliha Vasficinan Hanim;
    3. Behiye Sultan (1881-1948), figlia di Naziknaz Hanim - sposò nel 1911 Hafız Hakkı (1877-1915)
    4. Celile Sultan (1882-1899), figlia di Tehvide Zatigul Hanim
    5. Şehzade Ahmed Nihan (1883-1954), figlio di Naziknaz Hanim, capo della Casa Imperiale di Osman dal 1944 al 1954 - Ebbe tre consorti: sposò nel 1902 Safiru Hanim (1884-1975); sposò Nezihe Hanim, Nezihe Dogrusoz dal 1934 (1890-1972), divorziando nel 1916 - in seguito si risposò ed ebbe discendenza; sposò nel 1915 Nevrestan Hanim, dal 1934 Nevrestan Osmanoglu (1893-1983), sorellastra di Nezihe Hanim
      1. Şehzade Ali Vasib (1903-1983), figlio di Safiru Hanim - capo della Casa Imperiale di Osman dal 1977 al 1983 - sposò nel 1931 Mukbile Sultan, (1911-1995), figlia di Şehzade Ömer Hilmi
        1. Osman Selaheddin Vasib Osmanoglu (1940-) che ha sposato Athena Joy Christoforides
          1. Ayse Gulnev Osmanoglu (1971-), che ha sposato nel 1994 Nicholas Sutton: 
            1. Max Ali Sutton (2000-)
            2. Cosmo Tarik Sutton (2001-)
            3. Lysander Cengiz Sutton (2003-)

          2. Orhan Murad Osmanoglu (1972-), che ha sposato nel 2001 Patricia Emine Iotti
            1. Turan Cem Osmanoglu (2004-)
            2. Tamer Nihad Osmanoglu (2006-)

          3. Nihad Resad Osmanoglu (1978)
          4. Selim Suleyman Osmanoglu (1979-), che ha sposato nel 2003 Alev Ocal
            1. Batu Bayezid Osmanoglu (2008-)

    6. Şehzade Osman Füad (1885-1973), figlio di Jalefer Hanim - capo della Casa Imperiale di Osman dal 1954 al 1973. Sposò nel 1920 Nebile Kerime Hanim (1898-1971), figlia di ʿAbbās Ḥilmī, divorziando nel 1932
    7. Rukiye Sultan (1885-1971), figlia di Tehvide Zatigul Hanim - sposò nel 1910 (consumato nel 1913) Serif Mehmed Abdulmecid Haydar Bey
    8. Adile Sultan (1887-1973), figlia di Tevhide Zatigul Hanim - sposò nel 1910 Faik Bey, divorziando nel 1913; sposò nel 1914 Moralizade Selaheddin Ali Bey (?-1918): 
      1. Nilüfer Hanimsultan (1916-1989), sposata e senza figli

    9. Safiye Sultan (1887-1911), figlia di Guliter Hanim;
    10. Behice Sultan (1887), figlia di Naziknaz Hanim;
    11. Şehzade Mehmed (1889) - figlio di Tevhide Zatigül Hanim. Born and died in Çırağan Palace.
    12. Şehzade Mehmed (1891)
    13. Emine Atiye Sultan (1891-1987), figlia di Tevhide Zatigul Hanim - sposò nel 1914, Osman Hami Bey
    14. Şehzade Mehmed Nijad Nejad (1896) - figlia di Cemile Dilberistân Hanim.
    15. Şehzade Mehmed Vamik Namik (1898-1899) - figlia di Cemile Dilberistân Hanim
    16. Şehzade Nureddin (? -?)
2. Şehzade Suleyman (1866)
3. Hatice Sultan (1870-1938), figlia di Şayan Kadin - sposò nel 1901 Ali Yasif Bey, divorziando nel 1909: con discendenza; sposò nel 1909 Rauf Hayreddin Bey (1871-1936), segretario del ministro degli Esteri, divorziando nel 1918: 
  1. (I) Ayse Hanimsultan (1902-?) morta neonata
  2. (II) Sultanzade Osman Bey (1910-1911)
  3. (II) Sultanzade Hayri Bey (1912-1951)
  4. (II) Selma Hanimsultan (1916-1942) - sposò nel 1937 Syed Sajid Husain Ali, scappando dal marito nel 1929
    1. Kenizé Mourad (1939-)
4. Şehzade Seyfeddin (1872)
5. Fehime Sultan (1875-1929), figlia di Meyliservet Kadin - sposò nel 1901 Ali Galip Pasha, divorziando nel 1909; sposò nel 1910 Mahmud Behcet Bey (1880-1924)
6. Fatma Sultan (1879-1932), figlia di Resan Hanim - sposò nel 1907 Karacehennemzade Refik Bey (1887-1952): 
  1. Sultanzade Mehmed Bey (1908-1911)
  2. Ayse Hatice Hanimsultan (1909-1968)
  3. Sultanzade Mehmed Ali Bey (1909-1981)
  4. Sultanzade Mehmed Murad Bey (1910 - 1911).
  5. Sultanzade Celaleddin Iris Bey (1916 - 1997)
  6. Resan Iris (1956-)
    1. Serra Deveci (1979-)
    2. Emirhan Deveci (1991-)
7. Aliye Sultan (1880-1903), figlia di Resan Hanim

##### Discendenti di Abdul Hamid II
1. Abdul Hamid II (1842-1918), figlio di Abdülmecid I e Tirimujgan Kadin - sultano dell'Impero ottomano dal 1876 al 1909. Ebbe almeno sedici consorti: La prima consorte, BasKadin Nazikeda Kadın (1848-1895); sposò nel 1868, divorziando nel 1879, Safinaz Nurefsun Kadın (1850-1915); Bedrifelek Kadın (1851-1930); Bidar Kadın (1855-1918); Dilpesend Kadın (1865-1901); Mezidemestan Kadın (1869-1909); Emsalinur Kadın, dal 1934, Emsalinur Kaya, (1866-1952); Destizer Müşfika Kadın, dal 1934, Musfika Kayisoy (1872-1961); Sazkar Hanım (1873-1945); Peyveste Hanım (1873-1943); Pesend Hanım (1876-1924); Behice Hanım, poi dal 1934 Behice Maan (1882-1969); Saliha Naciye Kadın (1887-1923); Durdane Hanim (1867-1957); Calibos Hanim; Nazliyar Hanim;
  1. Ulriye Sultan (1868-1875), figlia di Nazikeda Kadın;
  2. Şehzade Mehmed Selim (1870-1937), figlio di Bedrifelek Kadın - Ebbe otto consorti: sposò nel 1886, Iryale Hanim (1870-1904); Pervin Hanim; Eflakyar Hanim; sposò nel 1905 Nilufer Hanim, divorziando nel 1924 (?-1957); Durruyekta Hanim; sposò nel 1918 Leman Dilistan Hanim (?-1951); Gulnaz Hanim; Mevhibe Hanim;
    1. Şehzade Mehmed (1887-1890), figlio di Iryale Hanim;
    2. Emine Nemika Sultan (1888-1969), figlia di Iryale Hanim - sposò nel 1911 Ali Kenan Isin Bey (?-1962):
      1. Fatma Fethiye Hanimsultan - Kenan (1912-1998) - sposò nel 1936 Muhammad Na'im (1910-1940); sposò in seconde nozze nel 1943 Mokbel Adra (1910-1957)
        1. (I) Selma Na'im (1937-) che ha sposato nel 1955 Noury Sibai (1929-1981)
          1. Nabil Sibai (1956-), che ha sposato nel 1979 Patricia Alice Béatrice Bouton (1956-)
            1. Raphael Selim Sibai (1988-)
            2. Cédric Florian Sibai (1993-)

          2. Dina Sibai (1957-), che ha sposato nel 1975 Omar Fattal
            1. Rabih Fattal (1977-), che ha sposato nel 1999 Haifa Masri
            2. Chrine Fattal (1981-)
            3. Nour Fattal (1984-)

          3. Nazih Sibai (1962-), che ha sposato nel 1988 Randa Kabbara (1966-)
            1. Nouri Sibai (1993-)

          4. Bassem Sibai (1964-), che ha sposato nel 1995 May Monia
            1. Karim Sibai (1997-)
            2. Nour Sibai (1998-)

        2. (II) Amal Adra (1944-), che ha sposato nel 1960 Muhammad Salem Karimeh (1936-)

      2. Sultanzade Ibrahim Edhem Beyekendi - Kenan (1915-1969)
      3. Sultanzade Kazim Bey (1920-2003)
      4. Emine Satia Osman (1927-2003) - sposò nel 1956 Osman Turan (1914-1978)

    3. Şehzade Mehmed Abdülkerim (1906-1935), figlio di Nilufer Hanim - sposò nel 1930 Nimat Hanim (1911-1981)
      1. Dündar Ali Osman Osmanoğlu (1930-2021), capo della Casa Imperiale di Osman dal 2017 al 2021 - sposò nel 2017 Yusra Hanim - senza discendenza;
      2. Harun Osman Osmanoğlu (1932-), capo della Casa Imperiale di Osman dal 2021 - ha sposato Farizet Hanim
        1. Orhan Osmanoglu (1963-), che ha sposato nel 1985 Nuran Yildiz (1967)
          1. Nilhan Osmanoglu (1987-), che ha sposato nel 2012 Mehmed Behlul Vatansever: con discendenza;
          2. Yusuf Selim Osmanoglu (1989-), che ha sposato nel 2021 Damla Isik;
          3. Nilufer Osmanoglu (1995-), che ha sposato nel 2021 Melih Bastug;
          4. Berna Osmanoglu (1998-)
          5. Asyahan Osmanoglu (2004-)

        2. Nurhan Osmanoglu (1973-) - ha sposato in prime nozze Samir Hashem (1959-), nel 1994, per poi divorziare; ha poi sposato Muhammed Ammar Sagherji (1972-):
          1. Muhammed Halil Sagherji (2002-)
          2. Sara Sagherji (2004-)

        3. Abdulhamid Kayihan Osmanoglu (1979-), che ha sposato Walaa Hanim:
          1. Harun Osmanoglu (2007-)
          2. Abdulaziz Osmanoglu (2016-)

  3. Zekiye Sultan (1872-1950), figlia di Bedrifelek Kadın - sposò nel 1889 Ali Nureddin Pasha - Yağcıoğulları (1867-1953): 
    1. Ulviye Shükriye Hanımsultan (1890-1893)
    2. Fatima Aliye Hanımsultan (1895-1972) - che sposò nel 1914 Muhammad Muhsin Saleh Pasha (?-1964)
      1. Osman Hayder Bey Yeghen (1914-1988), che sposò Yvonne Rosenberg (1890-1980)
      2. Salih Zeki Bey Yeghen (1921-1994), che sposò Ulku Becan (1949-)
        1. Fatma Yasmin Yeghen (1973-), che ha sposato Hakan Baris (1969-)
        2. Muhsin Osman Yeghen (1977-)

  4. Fatma Naime Sultan (1876-1945), figlia di Bidar Kadın - sposò nel 1898 Mehmed Kemaleddin Pasha, divorziando nel 1904: con discendenza; sposò nel 1907 Iskodrali Celaeddin Pasha (?-1940);
    1. (I) Sultanzade Mehmed Cahid Osman Bey (1899-1977), che sposò nel 1922 Dürriye Sultan (1905-1922), da cui divorziò nel 1921; sposò nel 1921 Laverans Hanim
      1. Bulent Osman Bey (1930-), che ha sposato nel 1962 Jeannine Crété
        1. Remé Gengiz Ossmann (1963-), che ha sposato Florence Weber
          1. Selim Ossmann (1993-)

    2. (I) Adile Hanimsultan (1900-1979), che sposò nel 1922, divorziando nel 1928 Şehzade Mahmud Şevket; sposò nel 1929 Orhan El-Bekri
      1. Hamide Nermin Nezahet Sultan (1923-1998)
      2. (II) Ayten El-Bekri che sposò Zekeriya Nasr
      3. (II) Koubilay El-Bekri
      4. (II) Sermin El-Bekri

  5. Şehzade Mehmed Abdülkadir (1878-1944), figlio di Bidar Kadın - Ebbe sette consorti: sposò nel 1898 Mislimelek Hanim (1883-1955); sposò nel 1902 Subendan Hanim (1882-1929), da cui divorziò nel 1908; sposò nel 1907, divorziando nel 1913, Mihriban Hanim (1890-1956); sposò nel 1908, divorziando nello stesso anno, Pervin Hanim (1880-1917); sposò morganicamente nel 1913, Hatice macide Hanim (1899-1934), da cui divorziò nel 1925; sposò nel 1922 Meziyet Fatma Hanim, dal 1934 Meziyet Osmanoglu (1908-1989); sposò nel 1925, divorziando nel 1926, Irene Imer
    1. Şehzade Ahmed Orhan (1901), figlio di Mislimelek Hanim
    2. Şehzade Mehmed Orhan, Mehmed Orhan Osmanoglu dal 1934  (1909-1994), figlio di Mihriban Hanim - sposò nel 1932 Nafia Hanim, da cui divorziò nel 1933; sposò nel 1940 Margareth Fournier, da cui divorziò nel 1945; poi sposò nel 1943 Francesca Franchetti, da cui divorziò nel 1950 - capo della Casa Imperiale di Osman dal 1983 al 1994
      1. (I) Fatma Necla Osmanoglu (1933-2010), che sposò nel 1949, Mohammed Said Halim (1897-1970)
        1. Mehmed Erol Germann (1962-)
        2. Osman Cem Germann (1963-)

      2. (II) Mehmed Selim Osmanoglu (1943-), sposato:
        1. Claris Osmanoglu (1971-)

      3. (III) Ayten Osmanoglu

    3. Şehzade Ertugrul Necib (1914-1994), figlio di Hatice Macide Hanim - sposò Gertrude Emilia Tenngler (1926-): con discendenza;
    4. Şehzade Alaeddin Kadir (1917-1999), figlio di Hatice Macide Hanim - sposò Lydia Dimitrov: con discendenza
    5. Bidar Sultan (1924), figlia di Meziyet Fatma Hanim
    6. Safvet Neslişah Sultan (1925-2014), figlia di Meziyet Fatma Hanim - nel 1953 sposò Avni Reda Bey, divorziando nel 1969: con discendenza; sposò nel 1973 Mehmed Sefik Ziya (1894-1980)
      1. Salih Reda (1954-)
      2. Omer Reda (1957-), che ha sposato nel 1995 Ceylan Fethiye Palay (1971-)
        1. Meziyet Dilara Reda (1998)
        2. Neslisah Reda (2000-)

  6. Şehzade Ahmed Nuri (1878-1944), figlia di Bedrifelek Kadin - sposò nel 1900, Fahriye Zisan Hanim (1883-1940)
  7. Naile Sultan (1884-1957), figlia di Dilpesend Kadın - sposò nel 1905 Arif Hikmet Pasha (?-1944);
  8. Seniye Sultan (1884)
  9. Seniha Sultan (1885), figlia di Dilpesend Kadın
  10. Şehzade Mehmed Burhaneddin (1885-1949), figlio di Mezidemestan Kadın - sposò nel 1907, Emine Nurbanu Hidayet Hanim (1891-1946), da cui divorziò nel 1911; sposò nel 1909 Aliye Melek Nazliyar Hanim (1892-1976), da cui divorziò nel 1919; sposò nel 1925 Georgina Eleonora Mosselmans (1900-?), matrimonio annullato poco dopo; sposò nel 1933, ma non riconosciuto, Elsie Deming Jackson (1879-1952)
    1. (I) Şehzade Mehmed Fahreddin (1911-1968) - sposò nel 1933 Catherine Papadopoulos (1914-1945)
    2. (II) Şehzade Ertuğrul Osman (1912-2009), capo della Casa Imperiale di Osman dal 1994 al 2009 Sposò nel 1947 Gulda Twerskoy (1915-1985), da cui divorziò nel 1991; sposò nel 1991 Zeynep Terzi (1940-), nipote di Soraya Tarzi;

  11. Şadiye Sultan (1886-1977), figlia di Emsalinur Kadın - sposò nel 1910 Fahir Bey (?-1922): con discendenza; sposò nel 1931 Resad Halis Bey (?-1944)
    1. Samiye Hanimsultan (1918-1992), si sposò ma senza figli

  12. Hamide Ayşe Sultan (1887-1960), figlia di Müşfika Kadın - sposò nel 1910, divorziando nel 1921, Ahmed Nami Bey: con discendenza; sposò nel 1921, Mehmed Ali Bey (?-1937)
    1. (I) Sultanzade Omer Nami Bey (1911-1993): sposò nel Saadet Said Kamil (1907-1974); sposò nel 1975 Yolande Saad
      1. (I) Ayse Rebia Nami (1945)

    2. (I) Aliye Namine Hanimsultan (1913)
    3. (II) Sultanzade Osman Nami (1918-2010) - sposò nel 1946 Adile Tanyeri (?-1958); sposò nel 1958 Musfika Rothraud Granzow (1934-)
      1. (I) Mediha Sukriye Nami (1947-)
        1. Ayse Marie-Christine Nami-Conopio (1969-)

      2. (I) Fethiye Nimet Nami (1953-)
      3. (I) Ayse Adile Nami (1958-)
        1. Osman Necati Ferhat Ariba (1980-)
        2. Ayse Feyzan Ariba (1983-)

      4. (II) Gul Nur Dorothee Nami (1960-)
        1. Hanzade Audrey Nami-Ragot (1988-)
        2. Ayzade Maylis Nami-Ragot (1991-)
        3. Aléxis Cem Nami Ragot (1995-)

      5. (II) Sofia Ayten Nami (1961-)
        1. Refia Roksan Kunter (1984-)

    4. (II) Sultanzade Abdulhamid Rauf Bey (1921-1981)

  13. Refia Sultan (1891-1938), figlia di Sazkar Hanım - sposò nel 1910 Ali Fuad Bey: 
    1. Rabia Hanimsultan (1911-1998)
    2. Ayse Hamide Hanimsultan (1918-1936)

  14. Şehzade Abdürrahim Hayri (1894-1952), figlia di Peyveste Hanım - sposò nel 1919, Nebile Emine Hanim (1899-1979), figlia di ʿAbbās Ḥilmī, da cui divorziò nel 1923; sposò nel 1923, Feride Mihrisah Misalruh Hanim (1901-1955)
    1. (I) Mihrisah Selcuk Sultan (1920-1980) - sposò nel 1940 Ahmed El-Djezouli Ratib (1912-1972); sposò nel 1966 Ismail Asim
      1. Hatice Turkan Ratib (1941-); sposò Hussein Fahmy e poi Yoursi Musa
        1. Melek Fahmy (1966-): sposata e con figli
        2. Nesrine Fahmy (1968-): sposata e con figli

      2. Mihrimah Ratib (1943-1946)
      3. Beyhaze Touran Ibrahim Ratib (1950-), che ha sposato nel 1974 Anne de Monzon de Leguilhac (1947-)
        1. Fatima Nimet Selcuk Mahives Ratib (1976-), sposata:
          1. Nour (2016-)

        2. Karim El-Djezouly Ratib (1978-), sposato:
          1. Safiye Ratib (2012-)
          2. Amir Ratib (2015-)

    2. (II) Mehmed Hairi (1925-1975)

  15. Hatice Sultan (1897-1898), figlia di Pesend Hanım
  16. Aliye Sultan (1900)
  17. Cemile Sultan (1900)
  18. Şehzade Ahmed Nureddin (1901-1944), figlio di Behice Hanım, gemello di Sehzade Mehmed Bedreddin - sposò nel 1919 Ayse Andelib Hanim, dal 1934 Ayse Andelib Ozerakin (1902-1980), gemello di Sehzade Mehmed Bedreddin
    1. Mehmed Bedreddin (1925)

  19. Şehzade Mehmed Bedreddin (1901-1903), figlio di Behice Hanım, gemello di Sehzade Ahmed Nureddin
  20. Şehzade Mehmed Abid (1905-1973), figlio di Saliha Naciye Kadın - sposò Pinardil Fahriye Hanim (?-1934); sposò nel 1936 la principessa Senije Hanem Zogu di Albania, sorella del re Zog I di Albania, da cui divorziò nel 1949;
  21. Samiye Sultan (1908-1909) - figlia di Saliha Naciye Kadın.

##### Discendenti di Mehmed V
1. Mehmed V (1844-1918), figlio di Abdülmecid I e Gülcemal Kadin, sultano dell'Impero ottomano dal 1909 al 1918. Ebbe cinque consorti: Kamures Kadın (1855-1921), BasKadin; Dürriaden Kadın (1860-1909), seconda Kadin; Mihrengiz Kadın (1869-1938), seconda Kadin dal 1909; Nazperver Kadın (1870-1929), terza Kadin dal 1909; Dilfirib Kadın (1890-1952), quarta Kadin dal 1909;
  1. Şehzade Mehmed Ziyaeddin (1873-1938), figlio di Kamures Kadın - ebbe cinque consorti: sposò nel 1898 Perniyan Hanim (1880-1947), da cui divorziò nel 1926; sposò nel 1903 Unsiyar Hanim (1887-1934); sposò nel 1907 Perizad Hanim (1889-1934); sposò nel 1911 Melekseyran Hanim (1890-1966), da cui divorziò prima del 1920; sposò nel 1920, Nesemend Hanim (1905-1934)
    1. Behiye Sultan (1900-1950), figlia di Perniyan Hanim - sposò nel 1916 il principe Kavalali Omer Halim Bey (1898-1954), figlio di Said Halim Pascià, annullato nel 1920; sposò nel 1921 Cemaleddin Bey, annullato nel 1931: con discendenza; sposò nel 1934 Sertabib Hafiz Zeki Bey: con discendenza;
      1. (I) Resad Bey (1930-)
        1. Cengiz (1972-)
        2. Sabrina (1974-)

      2. (II) Ahmed Resid Zaki Bey (1935-), che ha sposato Ulfet Fadi (1936-)
        1. Mahmud Ahmad Rasid (1958-)
        2. Mona Ahmad Rasid (1962-)
        3. Muhammad Ahmad Raşid (1966-)

    2. Dürriye Sultan (1905-1922), figlia di Unsiyar Hanim - sposò 1920 Sultanzade Mehmed Cahid Osman Bey (1899-1977), figlio di Naime Sultan, da cui divorziò nel 1921;
    3. Rukiye Sultan (1906-1927), figlia di Unsiyar Hanim - sposò nel 1924 Sokolluzade Abdulbaki Insan Bey: 
      1. Behiye Emel Nuricihan (1925-?), che sposò Cemal Hodo (1900-1977) nel 1951 ed ebbe due figlie e un figlio:
        1. Naime Banu Hodo (1952-)
        2. Rukiye Bala Hodo (1955-)
        3. Nazim Hodo (1958-)

    4. Hayriye Sultan (1908-1943), figlia di Perizad Hanim;
    5. Şehzade Mehmed Nazim (1910-1984), figlio di Unsiyar Hanim - sposò nel 1938 Perizad Belkis Hanim, annullato nel 1944; sposò nel 1945 Halime Lima Hanim (1919-2000)
      1. (I) Cengiz (1939-), che sposò nel 1964 Eileen Imrie (1946-); Donna Hanim e Suzanne Hanim;
        1. Ayse Louise (1964-), sposata con Bill Rehm:
          1. Peri Kathleen Rehm (1994-)
          2. Zekeriya Rehm (1996-)

        2. Mehmed Ziyaeddin (1966-), che ha sposato una donna di nome Kelly.

      2. (II) Hasan Orhan (1946-), che ha sposatto Devlet Sue Tolestoa (1957-), annullato nel 1985; sposò nel 1996 Malak Seyfullah Rusdi (1960-)
      3. (II) Mehmed Ziyaeddin (1947-), che sposò nel 1969 Ghada Habjouga (1952-); ha sposato nel 1984 Allison Maddox (1951-)
        1. Nazim (1985-)
        2. Nermin Zoé (1988)

    6. Lütfiye Sultan (1910-1997), figlia di Perizad Hanim - sposò nel 1932 Hasan Bey: 
      1. Ahmed Resid Bey (1933-1958)
      2. Resad Bey (1934-2014)
      3. Perizad (1936-), che ha sposato Comert Baykent
        1. Cem Baykent (1961-), che ha sposato Nilgun Berna
          1. Alara Yasemin Beykent (1995-)

    7. Şehzade Omer Fevzi (1912-1986), figlia di Melekseyran Hanim - sposò nel 1946 Mukaddes Hanim (?-1958); sposò nel 1963 Veliye Hanim;
    8. Mihrimah Sultan (1923-2000), figlia di Nesemend Hanim - sposò il principe Nâyef, uno dei figli di re Abdüllah I di Giordania: 
      1. Principe Ali in Nayef (1941-), che ha sposato Wijdan Muhana (1939-), nel 1966
        1. Principessa Naafa bin Ali (1966-)
        2. Principessa Rajwa bin Ali (1968-)
        3. Principessa Basma Fatima bin Ali (1970-)
        4. Principe Mohammed Abbas bin Ali (1973-)

      2. Principe Abubakr Asem bin Nayef (1948-) - ha sposato nel 1974, divorziando nel 1985, Firouzeh Vokshuri; ha sposato nel 1986 Sana Kalimat
        1. (I) Principessa Yasmin bin Asem (1975-), che ha sposato nel 2005, Basel Yaghnam
        2. (I) Principessa Sara bin Asem (1978), che ha sposato nel 2008 Alejandro Garrido
          1. Talal Alejandro Garrido (2008-)
          2. Lola Alejandra Garrido (2010-)

        3. (I) Principessa Noor bin Asem (1982-) che ha sposato nel 2003, divorzio nel 2009, il principe Hamzah bin Hussein; ha sposato nel 2018 Amr Zedan
          1. (I) Principessa Haya bint Hamzah (2007-)
          2. (II) Talal bin Amr (2019-)
          3. (II) Abdüllah bin Amr (2020-)

        4. (II) Principessa Salha bin Asem (1987-) che ha sposato nel 2011 Mohammad Hashim Haj-Hassan
          1. Aisha bin Haj-Hassan (2013-)
          2. Hashim bin Haj-Hassan (2015-)
          3. Abdullah bin Haj-Hassan (2018-)

        5. Principessa Nejla bin Asem (1988-) che ha sposato nel 2014 Nasser Osama Talhouni, con due figli
        6. Principe Nâyef bin Asem (1998-), che ha sposato nel 2021;

  2. Şehzade Mahmud Necmeddin (1878-1913), figlio di Dürriaden Kadın
  3. Şehzade Ömer Hilmi (1886-1935), figlio di Mihrengiz Kadın - ebbe cinque consorti: sposò nel 1907, divorziando poco dopo, Faika Hanim; sposò nel 1909, divorziando nel 1915, Nesimter  Hanim; sposò nel 1910, Hatice Firdevs Gulnev Hanim (1890-1919); sposò nel 1914 Baster Hanim; sposò nel 1921 Mediha Hanim
    1. (III) Emine Mukbile Sultan (1911-1995), figlia di Gulnev Hanim - sposò nel 1931 Şehzade Ali Vasib
    2. (III) Şehzade Mahmud Namik (1913-1963) - sposò nel 1939 Sehzarad Hanim (1922-1993), da cui divorziò nel 1947
      1. Omer Abdulmecid Namik (1941-2003), che sposò Beulah Banbury (1943-2003)
        1. Mahmud Francis Namik-Bambury (1975-)

  4. Refia Sultan (1888), figlia di Nazperver Kadın

##### Discendenti di Mehmed VI
1. Mehmed VI (1861-1926), figlio di Abdülmecid I e Gülistu Kadin - ultimo sultano dell'Impero ottomano dal 1918 al 1922 - Ebbe cinque consorti: sposò nel 1885 Nazikeda Kadin (1866-1941), BasKadin; sposò nel 1905 Inşirah Hanım (1887-1930), da cui divorziò nel 1909; sposò nel 1911 Müveddet Kadın (1893-1951); sposò nel 1918 Nevvare Hanim (1901-1992), BasIkbal, da cui divorziò nel 1924; sposò nel 1921 Nevzad Hanim (1902-1992), seconda BaskIkbal
  1. Munire Fenire Sultan (1888), figlia di Nazikeda Kadin
  2. Fatma Ulviye Sultan (1892-1967), figlia di Nazikeda Kadin - sposò nel 1916 Ismail Hakki Bey (1865-1927), da cui divorziò nel 1922: con discendenza; sposò nel 1923 Ali Haydar Bey Germiyanoglu;
    1. Suade Hümeyra Hanımsultan - Humeyra Ozbas - (1917-2000) - sposò nel 1936 Fahir Bey, da cui divorziò nel 1942; sposò nel 1944 Halil Ozbas (?-1963)
      1. Ismail Halil Ozbas (1945-)
        1. Nadia Ozbas (1969-)
        2. Halil Ozbas (1974-)

      2. Hanzade Ozbas (1953-)
        1. Neslisah Evliyazade (1977-)
        2. Mesude Evliyazade (1978-)

  3. Sabiha Sultan (1894-1971), figlia di Nazikeda Kadin - sposò nel 1920, divorziando nel 1948 Sehzade Omer Faruk: 
    1. Fatma Neslişah Sultan (1921-2012), che sposò nel 1940 Muhammad Abdel Moneim, divorziando nel 1979
      1. Abbas Hilmi (1941-), che ha sposato nel 1969 Mediha Momtaz (1945-)
        1. Nabila Sabiha Fatima Hilmi (1974-)
        2. Nabil Daoud Abdelmoneim Hilmi (1979-)

    2. Zehra Hanzade Sultan (1923-1998), sposò nel 1940 Mehmed Ali Ibrahim Bey, (?-1977)
      1. Sabiha Fazile Hanimsultan (1941-) - ha sposato nel 1965 Hayri Urguplu (1936-), divorziando nel 1980; sposò nel 1983 Jean-Alphonse Bernard (?-2015)
        1. Ali Suad Ürgüplü (1967-)
        2. Mehmed Selim Ürgüplü (1968-)

      2. Ahmed Rifat Ibrahim Bey (1942-)

    3. Necla Hibetullah Osmanoglu (1926-2006) - sposò nel 1943 Amir Ibrahim (?-1977)
      1. Osman Rifat Ibrahim Bey (1951-)

  4. Şehzade Mehmed Ertuğrul (1912-1944), figlio di Müveddet Kadın

#### Discendenti di Abdul Aziz
1. Abdul Aziz (1830-1876), figlio di Mahmud II e Pertevniyal Kadin - sultano dell'Impero ottomano dal 1861 al 1876. Ebbe sei consorti: Dürrinev Kadin (1835-1895), BasKadin; Edadil Kadin (1845-1875), seconda Kadin; Hayranidil Kadin (1846-1895), seconda Kadin dal 1875; Neşerek Kadin (1848-1876), terza Kadin; Gevheri Kadin (1856-1884), quarta Kadin; Yildiz Hanim, BasIkbal;
  1. Şehzade Yusuf Izzeddin (1857-1916), figlio di Dürrinev Kadin - Ebbe sei consorti: sposò nel 1879 Cesmiahu Hanim (1854/56-1912); sposò nel 1885 Esma Sureyya Cavidan Hanim (1870-1933); sposò nel 1886 Aliye Nazikeda Hanim (1872-1945), Aliye Nazikeda Avci dal 1934; sposò nel 1892 Faika Tazende Hanim (1875-1950), Faika Tazende Yucesan dal 1934; sposò Ebruniyaz Hanim; sposò nel 1902 Leman Hanim (1888-1953), Leman Unlusoy dal 1934;
    1. (V) Hatice Şükriye Sultan (1906-1972) - sposò nel 1923, divorziando nel 1927 Şehzade Mehmed Şerafeddin; sposò nel 1935, divorziando nel 1937, Ahmad I al-Jabir Al Sabah; sposò nel 1949 Mehmed Sefik Ziya (1894-1980)
    2. (V) Şehzade Mehmed Nizameddin (1908-1933)
    3. (V) Mihriban Mihrişah Sultan (1916-1987) - sposò nel 1948 Sehzade Omer Faruk, da cui divorziò nel 1959; sposò nel Sevket Arsanoglu;

  2. Fatma Saliha Sultan (1862-1941), figlia di Dürrinev Kadin - sposò nel 1889 Ahmed Zulkefil Pasha: 
    1. Kamile Hanimsultan (1890-1896)

  3. Şehzade Mahmud Celaleddin (1862-1888), figlia di Edadil Kadin - sposò Neyhan Ahu Hanim;
  4. Nazime Sultan (1866-1947), figlia di Hayranidil Kadin - sposò nel 1889 Ali Halid Pasha;
  5. Şehzade Mehmed Selim (1866-1867), figlio di Dürrinev Kadin
  6. Emine Sultan (1866-1867), figlia di Edadil Kadin
  7. Abdülmecid II (1868-1944), figlio di Hayranidil Kadin - discendenti vedi sotto
  8. Şehzade Mehmed Şevket (1872-1899), figlio di Neşerek Kadin - sposò nel 1890 Fatma Ruyinaz Hanim (1873-1960)
    1. Şehzade Mehmed Cemaleddin (1891-1947) - sposò nel 1913 Cemile Destaviz Hanim (1895-?)
      1. Şehzade Mahmud Husameddin (1916-1966)
      2. Şehzade Suleyman Saadeddin (1917-1995) - sposò nel 1956 Lamia Baba Saoui (1930-)
        1. Orhan Sleiman Saadeddin (1959-), che ha sposato nel 2003, Rita Eid
        2. Perihan Sleiman Saadeddin (1963-)
        3. Gulhan Sleiman Saadeddin (1968-)

  9. Esma Sultan (1873-1899), figlia di Gevheri Kadin - sposò nel 1889 Kabasakal Çerkes Mehmed Pasha (1853-?)
  10. Fatma Sultan (1874-1875), figlia di Yildiz Hanim;
  11. Emine Sultan (1874-1920), figlia di Neşerek Kadin - sposò nel 1901 Mehmed Serif Pasha: 
    1. Hamide Hanimsultan, morta neonata

  12. Şehzade Mehmed Seyfeddin (1874-1927), figlio di Gevheri Kadin - sposò nel 1899 Necmifelek Nesefelek Hanim (1880-1930); sposò nel 1902 Nervaliter Hanim (1885-1935); Makbule Hanim; Muruvverid Hanim;
    1. (I) Şehzade Mehmed Abdülaziz (1901-1977), Capo della Casa Imperiale di Osman dal 1973 al 1977 - sposò nel 1929 Berkemal Hanim (1911-1962)
      1. Hurrem Sultan (1939-1999)

    2. (II) Şehzade Mahmud Şevket (1903-1973) - sposò nel 1922, divorziando nel 1928, Adile Hanimsultan (1923-1998)
      1. Hamide Nermin Nezahet Sultan

    3. (II) Şehzade Ahmed Tevhid (1904-1966)
    4. (II) Fatma Gevheri Sultan (1904-1980)

##### Discendenti di Abdulmecid II
1. Abdülmecid II (1868-1944), figlio di Abdul Aziz e di Hayranidil Kadin, ultimo califfo dell'Impero ottomano dal 1922 al 1924. Ebbe quattro consorti: Şehsuvar Hanim (1881-1945), che sposò nel 1896; sposò nel 1902 Hayrunissa Kadin (1876-1936); sposò nel 1912 Mihrimah Bihruz Kadin (1903-1955); sposò nel 1912 Atiye Mehisti Hanim (1892-1964)
  1. Sehzade Omer Faruk (1898-1969), figlio di Şehsuvar Hanim - sposò nel 1920, divorziando nel 1948, Sabiha Sultan; sposò nel 1948, divorziando nel 1959, Mihrişah Sultan
    1. Fatma Neslişah Sultan (1921-2012), che sposò nel 1940 Muhammad Abdel Moneim, divorziando nel 1979
      1. Abbas Hilmi (1941-), che ha sposato nel 1969 Mediha Momtaz (1945-)
        1. Nabila Sabiha Fatima Hilmi (1974-)
        2. Nabil Daoud Abdelmoneim Hilmi (1979-)

    2. Zehra Hanzade Sultan (1923-1998), sposò nel 1940 Mehmed Ali Ibrahim Bey, (?-1977)
      1. Sabiha Fazile Hanimsultan (1941-) - ha sposato nel 1965 Hayri Urguplu (1936-), divorziando nel 1980; sposò nel 1983 Jean-Alphonse Bernard (?-2015)
        1. Ali Suad Ürgüplü (1967-)
        2. Mehmed Selim Ürgüplü (1968-)

      2. Ahmed Rifat Ibrahim Bey (1942-)

    3. Necla Hibetullah Osmanoglu (1926-2006) - sposò nel 1943 Amir Ibrahim (?-1977)
      1. Osman Rifat Ibrahim Bey (1951-)

  2. Hatice Hayriye Ayse Durrusehvar Sultan (1914-2006), figlia di Mehisti Hanim - sposò nel 1931, Azam Jah (1907-1970), da cui in seguito divorziò
    1. Mukarram Jah (1933-2023) che sposò nel 1959, da cui poi divorziò, Esra Birgin (1936-); sposò nel 1979 Helen Simmons (1949-1989); sposò dopo la sua morte, Manolya Onur, Miss Turchia per Miss Universo (1954-2017), da cui divorziò nel 1997; sposò nel 1992 Jameela Boularous (1972-); sposò nel 1994 Ayesha Orchedi (1959-)
      1. (I) Azmat Jah (1960-), che ha sposato nel 1994 Begum Sahiba Zainab Naz Jah (nata Zeynep Naz Guvendiren)
        1. Murad Jah

      2. (I) Sahibzadi Shehkyar Unisa Begum (1964-)
      3. (II) Walashan Nawab Sahibzada Mir Alexander Azam Khan Siddiqi Bayafendi Bahadur (1979-)
      4. (II) Walashan Nawab Sahibzada Mir Mohammod Umar Khan Siddiqi Bayafendi Bahadur (1984-2004)
      5. (III) Sahebzadi Nilufer Unisa Behum - Nilufer Elif Jah (1992-)
      6. (IV) Sahebzadi Zairin Unisa Begum (1994-)

    2. Muffakham Jah (1939-), che ha sposato nel 1964 Esin Barli (1934-)
      1. Rifat Jah Ali Han (1966-)
      2. Ferhad Jah (1971-)

#### Discendenza di Mustafa II
1. Mustafa II (1664-1703), figlio di Mehmed IV e Gülnuş Sultan - sultano dell'Impero ottomano dal 1695 al 1703. Ebbe almeno dieci consorti note: Alicenab Kadın (?-1699), Baskadin (prima consorte imperiale) fino alla sua morte; Afife Kadın (1682-1718), spesso chiamata anche Hafife, Hafiten, Hafize o Hafsa; Saliha Kadın (?-1739), Valide Sultan;  Şehsuvar Kadın (?-1756), Valide Sultan; Bahtiyar Kadın, una delle sue prime concubine; Ivaz Kadın; Hatice Kadin, una delle dame di compagnia dell'harem; Hüsnüşah Kadın (?-1700); Şahin Fatma Hatun, poi Hanim. BaşIkbal (prima ikbal); Hanife Hatun, poi Hanim;
  1. Ayşe Sultan (1696-1752), figlia di una concubina sconosciuta - sposò nel 1708 Köprülü Numan Pascià (1670-1719), governatore di Belgrado, Gran Visir e governatore di Creta; sposò nel 1720 Silahdar Tezkireci Ibrahim Pascià, Silahdar (portatore di spada) di Ahmed II (?-1722); sposò nel 1725 Hotin Muhafızı Koca Mustafa Pascià (?-1728)
  2. Mahmud I (1696-1754), figlio di Saliha Kadin, sultano dell'Impero ottomano dal 1730 al 1754 - Sono note dieci consorti: Hace Ayşe Kadın. BaşKadin (prima consorte) fino alla sua morte (?-1746); Hatem Kadın. BaşKadin dal 1746 al 1754 (?-1769); Hace Alicenab Kadın (?-1775); Hace Verdinaz Kadın (?-1804); Hatice Rami Kadın (?-1780), in seguito alla morte di Mahmud I, sposò l'ispettore Haremeyn Mustafapaşazade İbrahim Bey; Tiryal Kadın (?-1785 o 1789); Raziye Kadın; Meyyase Hanim, BaşIkbal; Fehmi Hanim; Sirri Hanim; Habbabe Hanim - senza discendenza
  3. Emine Sultan (1696-1739), figlia di una concubina sconosciuta - sposò nel 1708 Çorlulu Damat Ali Pascià, Gran visir (1670-1711); sposò nel 1712 Recep Pasha, Beilerbei di Trebisonda (?-1723); sposò Ibrahim Pasha nel 1724, da cui divorziò poco dopo; sposò nel 1728 Abdullah Pasha (?-1736)
  4. Safiye Sultan (1696-1778), figlia di una concubina sconosciuta - sposò nel 1710 Maktulzade Ali Pasha, figlio di Kara Mustafa Pascià e beylerbey di Adana, governatore dell'Eyalet di Diyarbekir (?-1723): con discendenza; sposò nel 1726 Mirzazade Mehmed Pasha (?-1728): con discendenza; sposò nel 1730 sposò il Gran Visir Kara Mustafa Pasha (?-1736); sposò nel 1740 sposò Ebu Bekr Pasha (1670-1759);
    1. Sultanzade Abubekr Bey
    2. Sultanzade Bayezid Bey
    3. Zahide Hanimsultan (1722-1790) - sposò Sposò Elhac Süleyman Bey, figlio di Ebu Bekr Pasha
    4. (II) Sultanzade Sadik Mehmed Bey (1727-1780)

  5. Sehzade Suleyman (1697), figlio di Afife Kadin
  6. Hatice Sultan (1698-1703)
  7. Rukiye Sultan (1698-1699)
  8. Şehzade Mehmed (1698-1703), figlio di Afife Kadin
  9. Osman III (1699-1757), figlio di Sehsuvar Kadin, sultano dell'Impero ottomano dal 1754 al 1757 - Ebbe tre consorti note: Leyla Kadın. BaşKadin (Prima consorte) (?-1794), in seguito alla morte di Osman, sposò Hacı Mehmed Emin Bey: con discendenza; Emine Ferhunde Kadın (?-1791); Zevki Kadın - senza discendenza
  10. Şehzade Hasan (1699-1733), erede al trono nel 1730
  11. Rukiye Ismihan Sultan (1699-1703)
  12. Şehzade Huseyn (1699-1700), figlio di Afife Kadin
  13. Fatma Sultan (1699-1700)
  14. Şehzade Selim (1700-1702),  figlio di Afife Kadin
  15. Ummugulsum Sultan (1700-1701)
  16. Emetullah Sultan (1701-1727), figlia di Şehsuvar Sultan -  sposò nel 1720 Silâhdâr Çerkes Sinek Osman Küçük Pasha, governatore di Şehrizor e Konya (?-1724): 
    1. Hibetullah Hanımsultan (1721 - 1744). Sposò Hacı Ali Pasha. Ebbe almeno un figlio, e i suoi discendenti sono rintracciabili almeno fino al XIX secolo.

  17. Sehzade Ahmed (1702-1703), figlio di  figlio di Afife Kadin
  18. Zeynep Sultan (1703-1705)
  19. Atike Sultan (? - ?)
  20. Esma Sultan (? - ?)

#### Discendenza di Mustafa III
1. Mustafa III (1717-1774) - figlio di Ahmed III e Mihrişah Kadin - sultano dell'Impero ottomano dal 1757 al 1774 - Ebbe almeno sette consorti note: Aynülhayat Kadın (1746-1764), presumibilmente BaşKadin (prima consorte); Mihrişah Sultan (1745-1805), divenne BaşKadin alla morte di Aynülhayat Kadın; Fehime Kadın (? - 1761); Rifat Kadın (1744 - 1803); Ayşe Adilşah Kadin ( 1748 - 1803); Binnaz Kadın (1740 - 1823), dopo la morte di Mustafa, sposò Çayırzâde İbrahim Ağa; Gülman Hanim, BaşIkbal
  1. Hibetullah Sultan (1759-1762), figlia di Mihrişah Sultan
  2. Şah Sultan (1761-1803), figlia di Rirfat Kadin - sposò nel 1778 il visir Nişançı Seyyid Mustafa Pasha (?-1813):
    1. Şerife Havva Hanımsultan (1680 - sei mesi dopo)
    2. Aliye Hanımsultan (? - sei mesi dopo)

  3. Reyhan Sultan (1761-?), figlia di Fehime Kadin, morì neonata
  4. Selim III (1761-1808), figlio di Mihrişah Sultan, sultano dell'Impero ottomano dal 1789 al 1807 - Nefizar Kadın. BaşKadin (prima consorte) (?-1792); Afitab Kadın, che divenne BaşKadin dopo la morte di Nefizar (?-1807); Zibifer Kadın (?-1817); Tabisefa Kadın (?-1855); Refet Kadın (1777-1867); Nüruşems Kadın (?-1826);  Hüsnümah Kadın (?-1814); Demhoş Kadın (?-1806); Goncenigar Kadın (?-dopo il 1806); Mahbube Kadın (?-dopo il 1806); Aynısefa Kadın (?-dopo il 1794); Pakize Hanım, başIkbal (?-dopo il 1807); Meryem Hanim (?-dopo il 1807) - senza discendenza
  5. Mihrimah Sultan (1762-1764), figlia di Aynulhayat Kadin
  6. Mihrisah Sultan (1763-1769), probabilmente figlia di Aynulhayat Kadin
  7. Beyhan Sultan (1766-1824), figlia di Adilsah Kadin -  sposò nel 1784 Silahdar Çelik Perişan Mustafa Paşah, governatore di Aleppo (?-1799): 
    1. Hatice Hanımsultan (1785 - ?) - si sposò nel 1799

  8. Hatice Sultan (1766-1767), probabilmente figlia di Aynulhayat Kadin
  9. Hatice Sultan (1768-1822) - sposò nel 1786 il visir, e poi governatore dell'Egitto, Seyyid Ahmed Pasha (circa nel 1730-1798) -
    1. Sultanzade Alaeddin Pasha (c. 1788 - 1812) - sposò nel 1803 sposò sua cugina Hibetullah Sultan, una figlia di Abdülhamid I. Non ebbero figli noti.

  10. Şehzade Mehmed (1767-1772)
  11. Fatma Sultan (1770-1772), figlia di Mihrisah Kadin